# Energia

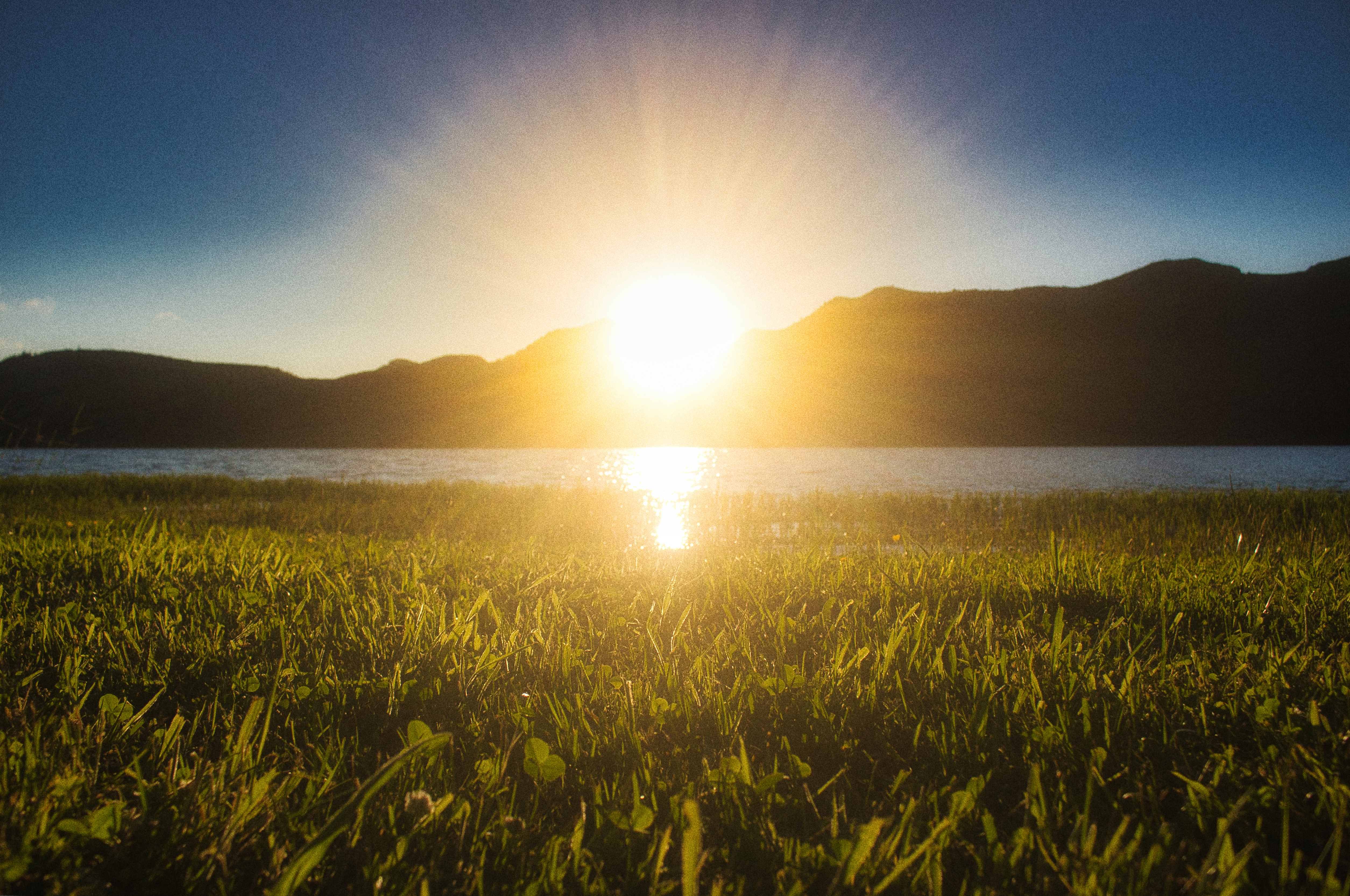
A energia solar é responsável por praticamente todos os processos naturais observáveis no planeta Terra. Da energia eólica associada ao vento à energia térmica no solo dos desertos ardentes, da energia cinética nas águas de um rio caudaloso à energia potencial presente no vapor de água nas nuvens, da energia elétrica em uma tempestade de raios à energia hidroelétrica, da energia fóssil à renovável, da energia que as plantas usam para crescer até a que usamos para viver, todas têm por fonte primária a energia solar. São raros os processos na superfície da Terra que não se ligam de alguma forma à energia solar.

Em ciência, energia (do grego ἐνέργεια, transl. enérgeia, no sentido de 'força em ação', de έν, "em, dentro", e εργον, "trabalho, obra, ação") refere-se a uma das duas grandezas físicas necessárias à correta descrição do inter-relacionamento - sempre mútuo - entre dois entes ou sistemas físicos. A segunda grandeza é o momento. Os entes ou sistemas em interação trocam energia e momento, mas o fazem de forma que ambas as grandezas sempre obedeçam à respectiva lei de conservação. A energia é uma grandeza escalar que tem por grandeza conjugada o tempo; ao passo que o momento é uma grandeza vetorial que tem por grandeza conjugada o vetor posição. Um ente físico é essencialmente caracterizado pela sua relação de dispersão, a relação entre energia e momento do ente.

## Introdução
É bem difundido - não só em senso comum - que energia associa-se geralmente à capacidade de produzir um trabalho ou realizar uma ação. Em verdade, a etimologia da palavra tem origem no idioma grego, onde εργος (ergos) significa "trabalho". Embora não completamente abrangente no que tange à definição de energia, esta associação não se mostra por completo fora do domínio científico, e, em princípio, qualquer ente que esteja a trabalhar - por exemplo, a mover outro objeto, a deformá-lo ou a fazê-lo ser percorrido por uma corrente elétrica - está a "transformar" parte de sua energia, transferindo-a ao sistema sobre o qual realiza o trabalho.
A história da energia começa com o termo grego ἐνέργεια (energeia), possivelmente cunhado no ambiente da Academia por seus membros, ou no contexto da teoria médica hipocrática ou por Aristóteles, com a ocorrência mais antiga preservada hoje aparecendo nas obras deste último, em seus conceitos de potência e ato. A palavra foi utilizada por Kepler em 1619, mas aparece em sentido moderno provavelmente pela primeira vez no uso por Johann Bernoulli, que a emprega para indicar equilíbrio de forças virtuais. Leibniz empregaria a definição de energia cinética sob a denominação "vis viva", em controvérsia contra os cartesianos. É com o desenvolvimento da termodinâmica, em meados do século XIX, que ela adquire sentido fundamental na ciência, naquele contexto vinculado à quantidade de trabalho economizado e força. Na década de 1850, William Thomson e William Rankine substituirão a antiga linguagem da mecânica com novos termos como "energia atual", "energia cinética" e "energia potencial".
O conceito de energia é, como tal, um dos conceitos essenciais da física. Em sua definição atual, nascida no século XIX, desempenha papel crucial não só nesta área do conhecimento, mas também em outras áreas da ciência que, todas juntas, integram a ciência moderna. Notoriamente relevante tanto na química quanto na biologia, e mesmo em economia, e outras áreas de cunho social, a energia se destaca como um ponto fundamental, uma vez que o comércio de energia move anualmente quantidades enormes de dinheiro.
Pela sua importância, há, na física, uma subárea dedicada quase que exclusivamente ao estudo da energia: a termodinâmica. Em termodinâmica, o trabalho é uma entre as duas possíveis formas de transferência de energia entre sistemas físicos; a outra forma é o calor.

## Definição científica
O conceito científico de energia só pode ser entendido mediante a análise de dois entes ou sistemas físicos em interação. Quando dois sistemas físicos interagem entre si, mudanças nos dois sistemas ocorrem. A interação entre sistemas físicos naturais dá-se, em acordo com os resultados empíricos, sempre de forma muito regular, sendo uma mudança específica em um deles sempre acompanhada de uma mudança muito específica no outro, embora estas mudanças possam certamente ser de naturezas muito ou mesmo completamente distintas.
Regularidades observadas na natureza expressam-se dentro da ciência mediante o estabelecimento das denominadas leis científicas. No que se refere à forma com que dois entes físicos interagem entre si, na busca da correta correlação entre as mudanças observadas nos sistemas viu-se a necessidade de se estabelecerem, para o correto cumprimento da tarefa, não apenas uma mas duas grandezas físicas primárias independentes, cada qual associada a uma lei de conservação própria, leis estas inerentes a todos os sistemas físicos e que combinadas, permitem a correta descrição dos mesmos. Tais grandezas físicas são denominadas energia e momento linear, e as leis científicas que as governam denominam-se respetivamente lei da conservação da energia e a lei da conservação do momento linear. Ao passo que o momento é uma grandeza vetorial, a sua contraparte aqui descrita é uma grandeza escalar.
À relação existente entre a energia e o momento de um dado ente físico, dá-se o nome de relação de dispersão, sendo, esta, vital no contexto de qualquer teoria para a dinâmica da matéria e energia (mecânica clássica, relatividade, mecânica quântica etc.). Em mecânica clássica, para partículas massivas, a energia depende do quadrado do momento {\displaystyle E\alpha {\vec {P}}^{2}}; para fótons a energia mostra-se diretamente proporcional ao momento por este transportado {\displaystyle E\alpha {\vec {P}}}. Grandezas físicas importantes são definidas a partir da relação de dispersão apresentada por um dado ente, a exemplo a massa.

Relação de dispersão para uma partícula clássica. Em todos os modelos dinâmicos o momento P e a energia E são definidos de forma a satisfazerem leis gerais de conservação.

Como as transformações observadas em um sistema têm naturezas as mais diversas, a exemplo indo desde uma simples mudança nas velocidades das partículas do sistema até um rearranjo completo das posições espaciais de partículas interagentes uma em relação às outras e mesmo de um sistema inteiro em relação ao outro, para cada transformação define-se a forma de se determinar o valor da grandeza energia a ela associada, fazendo-se esta definição sempre de forma que as mudanças observadas neste caso sejam descritas por uma variação de energia igual em módulo ao determinado para as variações de energia associadas a todas as outras mudanças relacionadas, e de forma a garantir-se que a energia total dos sistemas em interação sempre se conserve.
À energia associada ao movimento dos corpos ou partículas dá-se o nome de energia cinética, e mostra-se que esta deve ser determinada, em casos abrangidos pela física clássica, através da expressão: {\displaystyle E_{c}={\frac {1}{2}}mv^{2}}. À energia associada a entes físicos mutuamente interagentes em virtude exclusiva das posições espaciais que ocupam um em relação aos outros dá-se o nome de energia potencial. A forma de calculá-la é determinada em acordo com a natureza da interação entre os mesmos. Quando a interação é, a citar-se a interação entre o satélite e a terra como exemplo, de natureza gravitacional, a energia potencial associada recebe o nome de energia potencial gravitacional, e neste caso é adequadamente calculada através da expressão:
{\displaystyle E_{pg}=-G{\frac {mM_{T}}{(R_{T}+h)}}}, onde G é a constante de gravitação universal, h a altura do satélite, RT o raio da Terra, m a massa do satélite e MT a massa da Terra. Repare a dependência explicita da energia com a posição do satélite relativa à Terra, adequadamente representada pela distância (RT+h) do satélite ao centro do planeta, e com as massas da Terra e do satélite, refletindo o fato de tratar-se de uma interação de natureza gravitacional (onde massa atrai massa). Se a natureza for elétrica, tem-se a energia potencial elétrica; se for elástica (lei de Hooke) tem-se a energia potencial elástica, e assim por diante, definindo-se sempre uma forma adequada de se calcular a energia associada de forma a ter-se sempre a lei da conservação da energia válida, qualquer que sejam as naturezas das mudanças relacionadas ou os sistemas em interação.
No contexto de interação entre sistemas é vital falar-se sobre uma entidade física amplamente encontrada ao abordar-se o assunto, principalmente quando o tema é energia potencial: o campo. Inicialmente introduzido por Michael Faraday na Física, este surge como uma mera simplificação matemática junto a solução de problemas práticos, mas com o avanço da tecnologia, verificou-se que o campo é em verdade mais do que isto, vindo nos paradigmas modernos a ganhar o posto de ente físico real. O fato empírico que leva à necessidade do conceito de campo mediando a interação entre sistemas é o de que, para um observador externo aos sistemas que interagem, uma mudança em um sistema nem sempre é imediatamente acompanhada pela correspondente mudança no outro sistema. Há um lapso de tempo experimentalmente verificável e mensurável entre as duas mudanças que obriga a uma revisão do conceito de ação à distância que vigorou nas primeiras teorias sobre as interações entre os entes físicos, a exemplo na Gravitação universal de Newton. Se a energia liga-se diretamente à mudanças observadas no sistema, é evidente que a energia do primeiro sistema diminui antes que a energia no segundo sistema aumente, o que em princípio violaria durante este lapso de tempo a lei da conservação da energia. Os resultados dos experimentos modernos demonstram entretanto que esta energia está literalmente a propagar-se pelo espaço entre os dois sistemas, estando esta associada ao campo físico responsável pela interação entre eles. A velocidade na qual esta energia se propaga no vácuo é em verdade, qualquer que seja o referencial (inercial) adotado, a maior velocidade admissível pela natureza para qualquer ente físico, sendo essa conhecida na física pela letra c. Nos dias de hoje o valor dessa velocidade é exatamente definido, valendo c = 299 792 458 metros por segundo, sendo as definições de metro e segundo dela então derivadas.
Em acordo com o paradigma moderno tem-se portanto que energia pura pode propagar-se pelo espaço na forma de um campo, existindo como um ente físico real. Entre estes campos certamente o destaque é para o campo eletromagnético, que expressa a interação eletromagnética entre partículas eletricamente carregadas. A esta energia pura propagando-se dá-se o nome de radiação eletromagnética. A luz é uma onda eletromagnética, e como tal pode ser entendida como energia pura em movimento. Ao passo que a existência das ondas eletromagnéticas encontra-se bem estabelecida, os cientistas ainda procuram observar ondas de campos associados à interações de outras naturezas; a saber, no final de 2015, pesquisadores do projeto LIGO (Laser Interferometer Gravitational-Wave Observatory) observaram "distorções no espaço e no tempo" causadas por um par de buracos negros com 30 massas solares em processo de fusão.

### O teorema de Noether
Uma profunda e abrangente consequência da simetria presente na natureza encontra-se expressa em um teorema conhecido por Teorema de Noether. Em resumo, ele afirma que "toda simetria contínua no comportamento dinâmico de um sistema - ou seja, na equação dinâmica e no potencial mecânico - implica uma lei de conservação para aquele sistema. ... De enorme importância para a termostática é a simetria das leis da dinâmica frente à translações temporais. Isto é, as leis fundamentais da dinâmica (como as Leis de Newton, as equações de Maxwell ou a Equação de Schrödinger) permanecem inalteradas mediante a transformação t --> t' + t0 (ou seja, por uma mudança na origem da escala de tempo). Se o potencial externo é independente do tempo, o teorema de Noether prediz a existência de uma quantidade que se conserva. Esta quantidade é nomeada energia.".

### Unidades
A unidade de energia no sistema internacional de unidades é o joule (J). O joule é uma unidade derivada, equivalente a 1 newton metro ({\displaystyle 1\ J=1\ N.1\ m}) ou ainda a 1 quilograma metro quadrado por segundo quadrado ({\displaystyle 1\ J=1\ kg{\frac {m^{2}}{s^{2}}}}).
1 joule corresponde à energia transferida a um objeto por uma força resultante constante de 1 N que, atuando de forma sempre paralela à trajetória descrita, o faz durante o intervalo de tempo necessário para que este objeto mova-se 1 metro ao longo da trajetória.
Embora a unidade oficial seja o joule, outras unidades de energia são frequentemente utilizadas em função do contexto. Destacam-se o (quilo)watt-hora (kWh), unidade utilizada na medida do consumo de energia elétrica residencial ou industrial, o elétron-volt (eV), muito utilizada em física nuclear e de física de partículas, e o erg, unidade muito comum em países que ainda não adotaram por completo o estabelecido pelo Sistema Internacional de Unidades.
O watt-hora corresponde à energia transformada quando um dispositivo cuja potencia seja de 1 watt opera durante um intervalo de tempo de 1 hora. Uma lâmpada cuja potência nominal é 60 W transforma 720 Wh (ou seja, 0,72 kWh) de energia elétrica em outras formas de energia a cada 12 horas de funcionamento (720 Wh = 60 W x 12 h).
O elétron-volt corresponde à energia cinética ganha quando um elétron move-se entre dois pontos separados por uma diferença de potencial de 1 volt.
O erg é a unidade utilizada ao empregar-se o sistema de unidade cgs, comum em alguns países mesmo hoje em dia. Um erg equivale a um grama centímetro quadrado por segundo quadrado, ou seja, à décima milionésima parte do joule (1 erg = 10−7 joules).

## Formas de energia

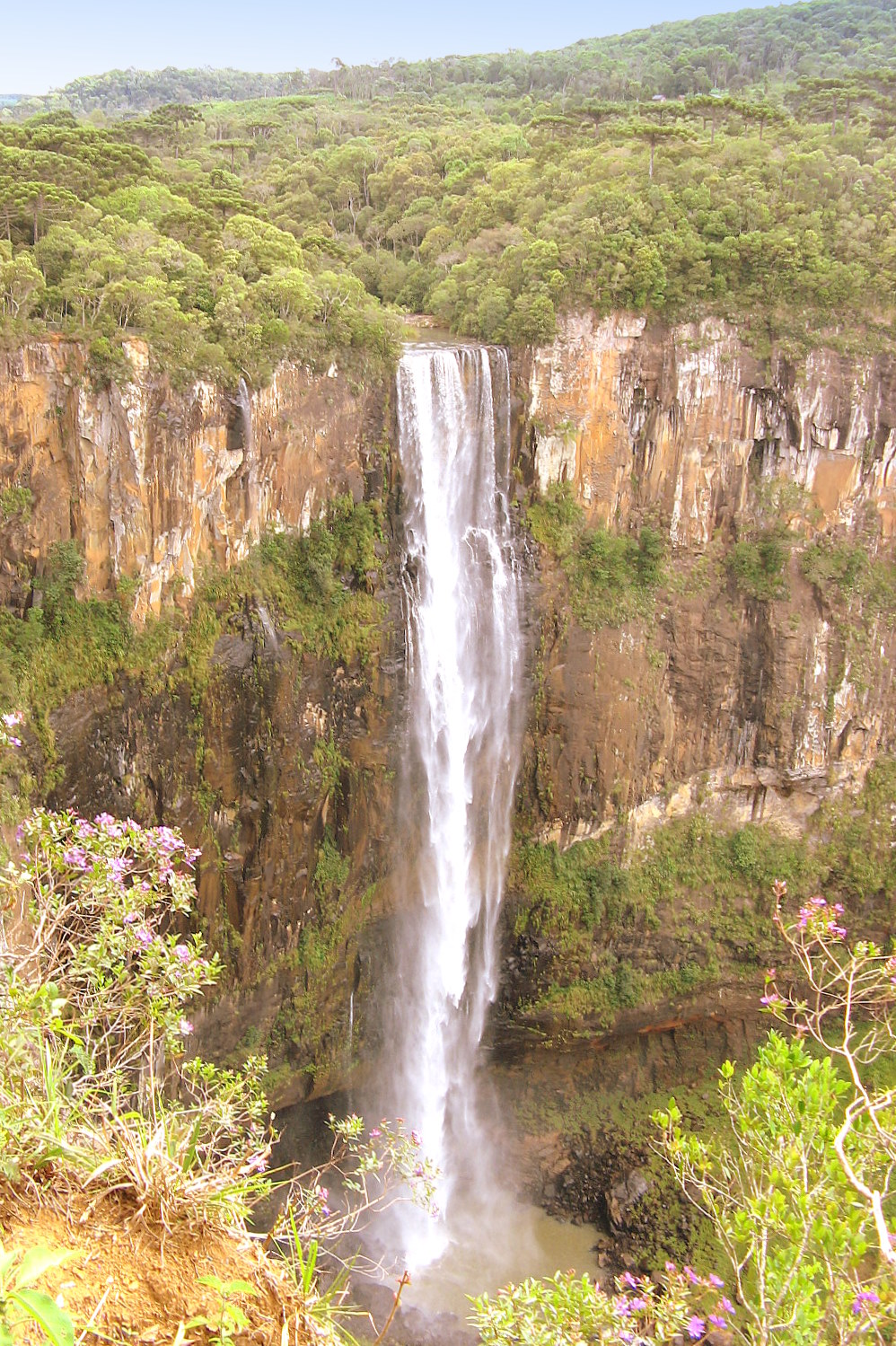
Salto São Francisco, no Paraná. A energia potencial é a energia associada a um determinado corpo devido à posição que este ocupa. A água no alto do paredão tem maior energia potencial do que quando encontra-se debaixo. A energia cinética é a energia associada ao movimento deste corpo: água em movimento possui energia cinética; parada, não. Há ainda a energia radiante, que permitiu que esta fotografia fosse tirada.

Apesar de não se restringir a isso, a energia pode ser entendida como a capacidade de realizar trabalho, a capacidade de colocar as coisas em movimento, e movimento é algo fundamental no nosso dia-a-dia. As sociedades humanas dependem cada vez mais de um elevado consumo energético para sua subsistência. Para isso foram sendo desenvolvidos ao longo da história diversos processos de transformação, transporte e armazenamento de energia. Na realidade, em acordo com o expresso pela primeira lei da termodinâmica e pelos conceitos de energia interna e energia térmica, só existem, além da energia pura radiante, duas formas de energia armazenadas em um sistema: a potencial e a cinética. No cotidiano entretanto estas acabam recebendo nomes específicos que geralmente fazem referência explícita à natureza do sistema envolvido no armazenamento ou às plantas industriais onde estas são levadas à transformação. Assim tem-se a energia hidráulica como sinônimo de energia potencial gravitacional ou mesmo cinética armazenada nas águas de uma represa hidroelétrica, que conforme o nome diz, cuida da conversão de energia "hidráulica" em energia potencial elétrica; a energia nuclear para a energia potencial associada à interação nuclear forte, ou até mesmo, em senso comum, para a energia elétrica produzida em termoelétricas cujas fontes de energia térmica sejam reatores nucleares; a energia eólica associada à energia cinética de movimento das massas de ar (ventos); a energia solar associada à radiação eletromagnética com origem no Sol e energia geotérmica associada à energia térmica do interior da terra.

### Energia potencial
A energia potencial é aquela associada à posição. Um martelo levantado, uma mola comprimida ou esticada ou um arco tensionado de um atirador, todos possuem energia potencial. Esta energia está pronta para ser transformada em outras formas de energia e será transformada, mediante a realização de trabalho, tão logo a configuração espacial do sistema que contém a energia potencial mude: quando o martelo cair, pregará um prego; a mola, quando solta, fará andar os ponteiros de um relógio; o arco disparará uma flecha. Assim que ocorrer algum movimento, a energia potencial da fonte diminui, enquanto se transforma nos casos citados em energia de movimento (energia cinética). Ao contrário, levantar o martelo, comprimir a mola e esticar o arco são processos onde a energia cinética transforma-se em energia potencial.
Normalmente atribui-se a energia potencial ao objeto que ocupa uma dada posição dentro do sistema ao qual pertence, como feito anteriormente. Ressalva-se explicitamente entretanto que a energia não pertence exclusivamente ao objeto como parece à primeira vista. Esta encontra-se em verdade armazenada no sistema como um todo, composto pelo objeto e suas demais partes. Muitas vezes não faz-se referência explícita ao resto do sistema, mas este sempre figura, se não de forma explicita, pelo menos adequadamente substituído por um campo bem determinado, que responde pela interação do objeto com o sistema em questão, mesmo que o faça de forma implícita. Fala-se assim da energia potencial gravitacional de um avião - no campo de gravidade da Terra -, de energia potencial de um elétron - no campo elétrico gerado pelos polos de uma bateria -, e assim por diante.
Uma consideração importante sobre a energia potencial refere-se à sua medida. Não se determina fisicamente o valor absoluto da energia potencial de um sistema em uma dada configuração, mesmo porque isto não faria muito sentido. O que é fisicamente mensurável é a variação da energia potencial observada quando o sistema muda sua configuração, indo de um estado inicial para um estado final. Nestes termos é usual atribuir-se uma energia potencial nula (zero) para o sistema em uma dada configuração espacial inicialmente especificada, e então medir-se a energia potencial de qualquer outra configuração do sistema em relação a este estado de referência, sendo a energia potencial de uma configuração qualquer igual à energia que teve que ser transferida ao sistema para levá-lo do estado de referência até esta configuração final, mantidas as energias cinéticas associadas às partes integrantes do sistema constantes de forma que toda a energia entregue ao sistema seja inteiramente armazenada na forma de energia potencial.
A energia potencial é assim dependente de um referencial a se escolher no início do problema - e que deve ser mantido durante todo o problema sobre risco de obter-se uma solução incorreta. A energia potencial de uma lâmpada em relação ao piso de um apartamento de cobertura é certamente diferente da energia potencial da mesma lâmpada se a referência adotada for o solo, em nível do andar térreo.
No cotidiano encontram-se presentes diversos tipos de energia potencial, dos quais se destacam: a elástica, a gravitacional e a elétrica.

#### Energia potencial gravitacional

As cônicas. Estudadas pela matemática, aparentemente em nada têm a ver com a energia. Entretanto satélites, planetas, asteroides, cometas e qualquer outro objeto que se mova sob ação exclusiva da gravidade têm suas trajetórias descritas por uma destas curvas. Se a energia mecânica de um corpo - a soma de sua energia potencial gravitacional e cinética - é negativa, este encontra-se confinado ao sistema, e por tal descreve uma trajetória fechada, uma órbita circular ou elíptica (a circunferência também é uma elipse, com excentricidade nula). Se a energia mecânica do objeto for nula ou positiva, este não está confinado ao sistema: sua trajetória não é fechada, e este escapa para os confins do universo, nunca retornando. Se sua energia mecânica é maior do que zero, este o fará em uma trajetória hiperbólica; caso seja exatamente zero, sua trajetória será parabólica. A reta também é uma cônica; semirretas são também trajetórias possíveis em qualquer caso, mas estas alinham-se com a massa central, o que pode resultar em colisão.

A energia potencial gravitacional entre duas massas passíveis de serem tratadas como massas pontuais é fornecida pela Teoria da gravitação universal, sendo expressa pela relação:
{\displaystyle E_{pg}=-G{\frac {m_{1}m_{2}}{r}}} ,
onde m1 e m2 são as respectivas massas das partículas, r a distância entre elas, e G a Constante gravitacional universal (cuja função é estabelecer as unidades a se usarem na expressão). Nesta expressão o sistema de referência para o qual a energia potencial é definida como nula é aquele composto pelas massas infinitamente afastadas. Como a força de gravidade é sempre atrativa, a energia potencial para duas massas juntas é sempre menor do que para as mesmas massas separadas: a energia potencial é, assim, negativa para qualquer par de massas separadas por uma distância mensurável (não infinita).
Isaac Newton demonstrou de forma muito elegante, através do desenvolvimento do cálculo integral e diferencial, que para interações como a gravitacional e a elétrica - que dependem do inverso do quadrado da distância - distribuições esfericamente simétricas e homogêneas de massa ou carga podem ser, para todos os efeitos externos à estas, consideradas como se fossem partículas pontuais situadas nos centros das esferas, sendo a massa ou a carga destas partículas iguais à massa ou carga totais presentes nestas esferas. Dai o uso do raio da Terra para calcular-se o campo gravitacional em sua superfície. Pelo mesmo motivo a Terra pode ser considerada um excelente terra elétrico. Tal comportamento também é facilmente demonstrado através da aplicação da Lei de Gauss aos sistemas em questão, sendo conhecido por "teorema das cascas".
A energia potencial de interação entre dois objetos quaisquer do dia-a-dia é, em virtude dos pequenos valores das duas massas envolvidas, muito pequena, sendo desprezível para qualquer problema prático. A energia potencial gravitacional é particularmente importante quando um objeto é muito massivo: a Terra por exemplo. A energia potencial gravitacional de um objeto nas proximidades da superfície da Terra é proporcional à altura (h) deste corpo - medida, conforme já exposto, em relação a um dado nível de referência previamente escolhido para o qual atribui-se uma energia potencial zero, sendo este agora o nível do solo no local em questão e não o infinito, como no caso anterior. Nestes termos a energia potencial de um objeto pode ser calculada pela expressão:
{\displaystyle E_{pg}=ph} ,
onde p é o peso do objeto, P = m. g, donde:
{\displaystyle E_{pg}=mgh}
Repare que, embora grandezas relativas à Terra não apareçam explicitamente nesta expressão, a energia potencial encontra-se necessariamente associada ao sistema Terra objeto e não apenas ao objeto; a Terra encontra-se representada neste caso pelo valor do campo de gravidade g existente junto à superfície do planeta e determinado segundo a gravitação universal por:
{\displaystyle g=G{\frac {M_{T}}{R_{T}^{2}}}}
Cálculos feitos, tem-se para para o campo junto à superfície da terra o valor aproximado de 9,8 metros por segundo quadrado.
A energia potencial assim determinada será positiva para o objeto em pontos acima do nível de referência (altura positiva) e negativas para o objeto situado em pontos abaixo deste nível (altura negativa).
A expressão Epg=mgh vale apenas para pequenas alturas se comparadas ao raio RT da Terra, onde o campo pode ser considerado constante. Para alturas consideráveis define-se a energia potencial nula para a configuração em que o objeto e o planeta encontram-se infinitamente distantes, e, neste caso, a energia potencial de uma sistema é, novamente com o referencial no infinito:
{\displaystyle E_{pg}=-G{\frac {mM_{T}}{(R_{T}+h)}}}
Repare que embora o valor absoluto da energia potencial seja muito dependente do sistema adotado como referência - para o qual a energia potencial é definida como zero -, a variação da energia potencial ocorrida quando o sistema muda sua configuração espacial, indo de um estado inicial para um final, será sempre a mesma, qualquer que seja o sistema de referência adotado.
A variação na energia potencial gravitacional calculada segundo a última expressão coincide (em primeira ordem) com a calculada através da expressão {\displaystyle \Delta E_{pg}=mg\Delta h} para pequenas variações de altura, ou seja, para {\displaystyle \Delta h=(h_{f}-h_{i})}pequeno.

#### Energia potencial elétrica

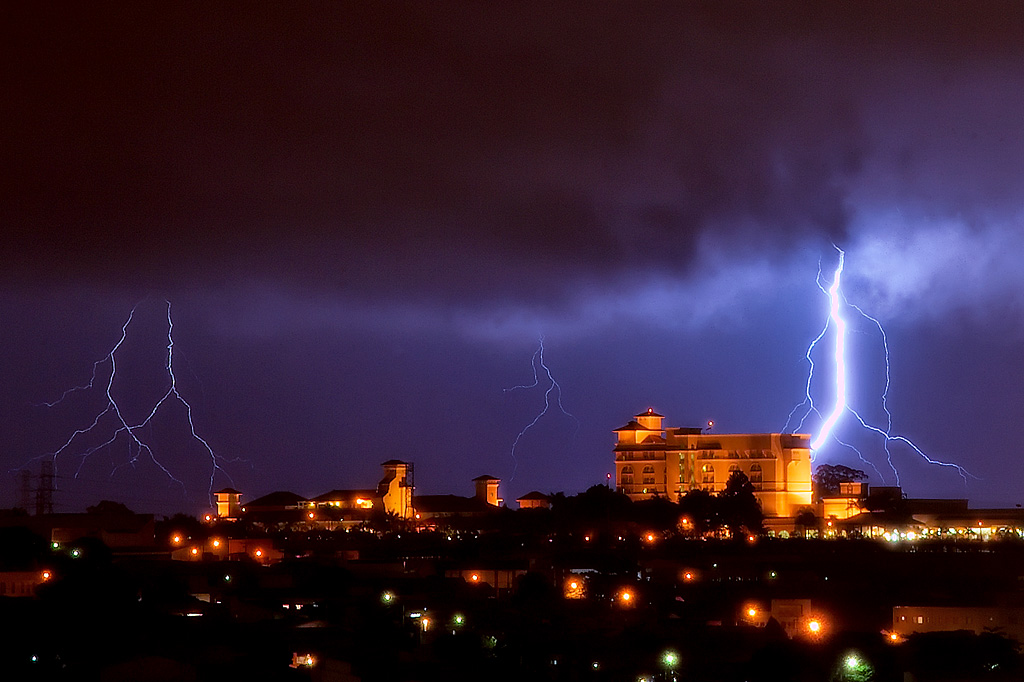
Tempestade de raios em Campinas - SP. A energia potencial elétrica para o sistema onde uma grande quantidade de cargas elétricas encontra-se acumuladas nas nuvens é maior do que a energia potencial elétrica associada ao sistema onde estas cargas encontram-se no solo. Satisfeitas as condições necessárias, uma corrente elétrica estabelece-se através da atmosfera, e estas cargas deslocam-se da nuvem para o solo. A energia potencial liberada neste processo converte-se, entre outras, em energia radiante - que dá origem à luz visível no evento - e em energia térmica - que aquece o ar nas proximidades da corrente. Parte desta energia acaba dá origem a uma onda de choque, que propaga-se pela atmosfera formando o trovão.

Para interações entre partículas pontuais a energia potencial elétrica é a energia associada a uma partícula qualquer com carga elétrica "q" situada a uma distância "d" de uma outra partícula com carga "Q". É calculada pela expressão:
{\displaystyle E_{p.eletrica}={\frac {k.q.Q}{d}}} 
Nesta expressão a configuração para a energia potencial nula é aquela onde as cargas encontram-se infinitamente distantes umas das outras. Se as cargas têm mesmo sinal e se repelem, o sistema por elas formado quando encontram-se separadas por uma distância r não infinita tem energia potencial positiva. No caso em que as cargas têm sinais contrários há uma atração entre as mesmas, e na formação do sistema a partir das mesmas no infinito deve-se remover energia do sistema no processo a fim de ter-se as cargas estáticas; a energia potencial do sistema formado será negativa.
Tem-se da teoria do eletromagnetismo que o potencial elétrico V de um ponto situado a uma distância d de uma carga Q é dado por:
{\displaystyle V={\frac {k.Q}{d}}},
donde:
{\displaystyle E_{p.eletrica}=q.V}
A última expressão tem em verdade validade geral, não sendo exclusiva para casos envolvendo duas cargas pontuais. É muito útil em análise de circuitos, e o potencial de referência (zero volt) não precisa estar no infinito, podendo neste caso ser um ponto de referência escolhido livremente dentro do circuito. O cálculo do potencial do ponto entretanto não é mais dado pela expressão que a antecede visto que não há claramente neste caso apenas uma carga pontual responsável pelo potencial no referido ponto.
Tem-se respetivamente, nas expressões:
{\displaystyle k}= constante eletrostática do meio em que as cargas estiverem inseridas;
{\displaystyle V}= potencial elétrico do ponto onde coloca-se a carga q devido à presença da carga Q ou de qualquer outro sistema de cargas;
{\displaystyle q}= carga da partícula à qual "associa-se" a energia potencial elétrica, também chamada carga de prova;
{\displaystyle d}= distância entre a carga q (pontual) e a carga fonte Q (também pontual);
{\displaystyle Q}= carga fonte Q (pontual).

#### Energia potencial elástica

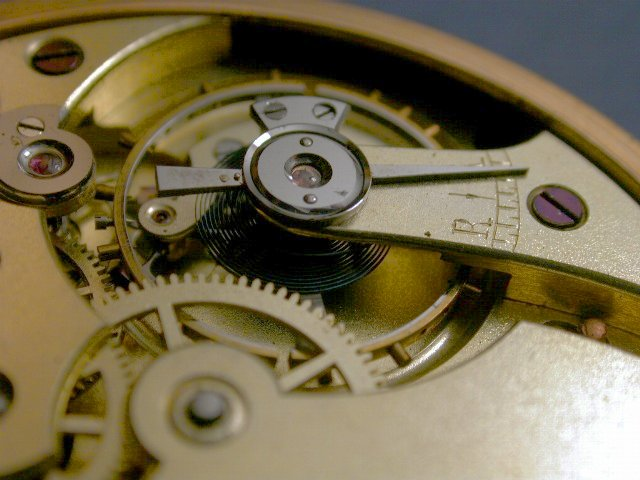
O chamado "cabelo" de um relógio mecânico (ao centro, sob o suporte superior) nada mais é do que uma fina mola em espiral com uma de suas pontas fixa à estrutura de ajuste (veja a escala ao lado do parafuso) e a outra ligada a uma roda dentada (a concêntrica ao cabelo) e através desta ao mecanismo que move os ponteiros do aparelho de forma periódica. Juntas mola e roda integram um oscilador massa mola, onde energia potencial elástica é convertida em cinética de rotação e vice-versa em intervalos de tempo muito precisos, estabelecendo assim um padrão para a marcação do tempo.

A energia potencial elástica está associada a uma mola ou a um corpo deformado desde que em regime elástico e não plástico. Em detalhes, em termos de estrutura da matéria, a energia potencial elástica relaciona-se diretamente às energias potenciais elétrica existente entre as partículas que compõem o corpo, possuindo ambas, em essência, a mesma natureza.
É calculada pela expressão (mola ideal):
{\displaystyle E_{p.elastica}={\frac {k.x^{2}}{2}}},
onde:
K = a constante elástica da mola, a mesma dada estabelecida pela lei de Hooke (em newtons por metro).;
X = a elongação, a variação no tamanho da mola (em metros).
Esta expressão assume a configuração de energia potencial nula a configuração para a mola solta, em seu tamanho natural. Como a elongação aparece quadrada, tanto faz esticar como comprimir a mola, a energia associada será sempre positiva. As variações nesta energia podem perfeitamente ser negativas, entretanto.

#### Energia potencial nuclear
Convém abrir-se esta seção com algumas considerações importantes apresentadas por Robert Eisberg em um famoso livro didático de sua autoria:
" Apesar de dispormos atualmente de um conjunto bastante completo sobre as forças nucleares, contata-se que elas são demasiadamente complicadas, não sendo possível até agora usar este conhecimento para produzir uma teoria ampla dos núcleos. Em outras palavras, nós não podemos explicar todas as propriedades dos núcleos em função das propriedades das forças nucleares que atuam sobre seus prótons e nêutrons. Existem entretanto diversos modelos ... Cada um deles pode explicar um certo número limitado de propriedades nucleares ..."
Ainda encontra-se no mesmo livro: " Uma diferença profunda entre o estudo experimental dos núcleos e dos átomos decorre da diferença entre suas energias características. A energia característica dos núcleos é da ordem de 1 Mev... Veremos um pouco mais à frente que esta mesma ordem de grandeza caracteriza a energia de ligação de um próton ou nêutron em um núcleo típico assim como a energia de separação entre seu estado fundamental e o primeiro estado excitado. A energia característica dos átomos é da ordem de 1 eV." , mil vezes menor, portanto.

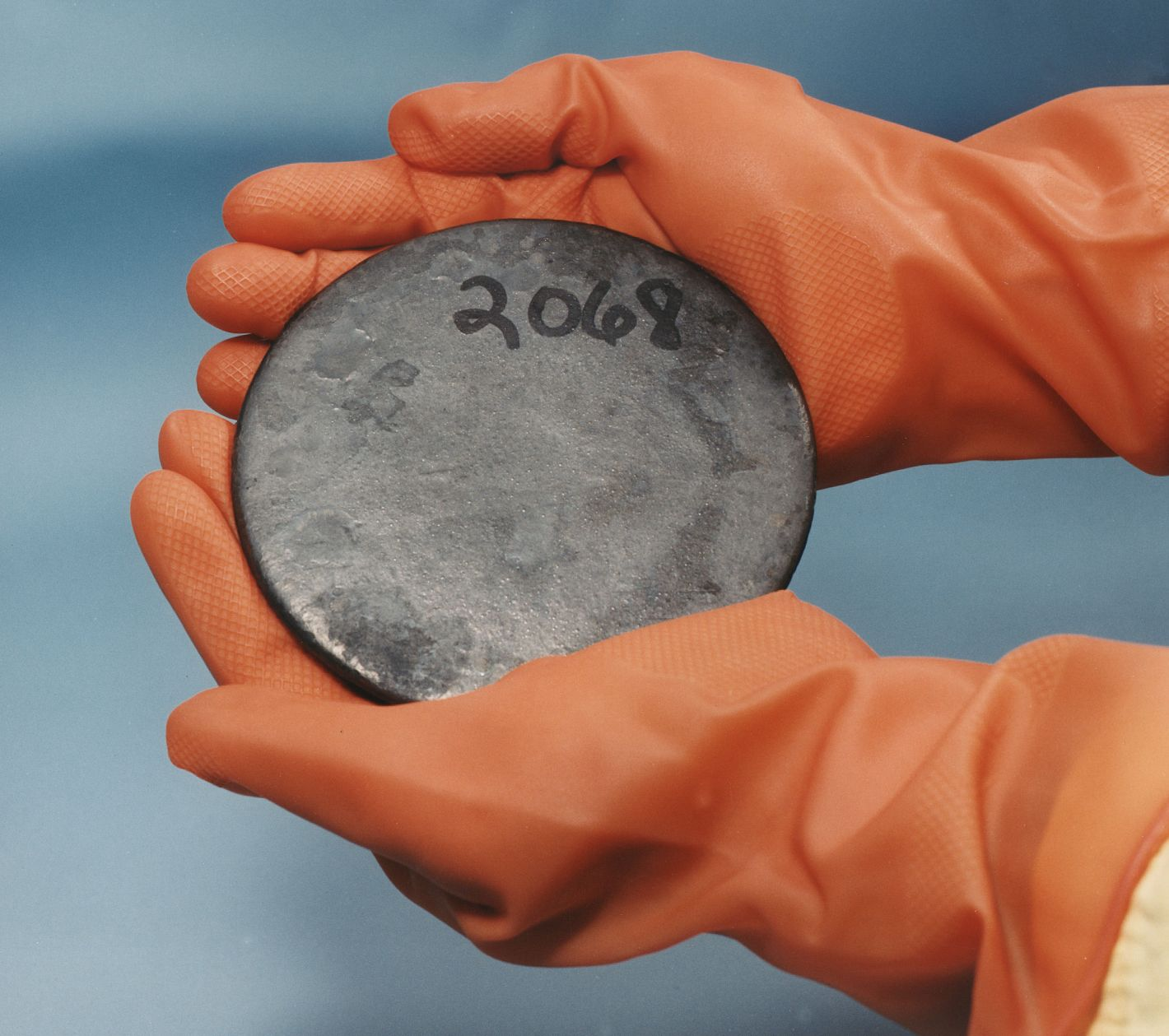
Urânio enriquecido. Em processos que levam à fissão dos núcleos deste material uma porção da energia potencial nuclear é convertida em energia térmica, entre outras. A energia liberada pela fissão de um único átomo deste elemento é ordens de grandeza maior do que a energia que seria por este liberada caso este átomo participasse de qualquer reação químicas concebível.

Ressalvas acima consideradas, define-se energia nuclear como a energia potencial associada à posição relativa dos nucleôns um em relação aos outros em virtude da interação nuclear forte que os mantém unidos no núcleo atômico, definição razoável ao se considerar os modelos para os núcleos propostos, a citar: o modelo nuclear da gota líquida, o modelo do gás de fermi, o modelo de camadas, o modelo coletivo, e outros.
A força nuclear forte, ao contrário da elétrica e da gravitacional, apesar de atrativa é uma força de curto alcance: possui um valor extremamente alto se comparado à elétrica quando dois nucleôns estão a uma distância curta e decai rapidamente a zero se estes se afastam além de uma certa distância limite. "ela atua de maneira apreciável somente em uma distância inferior a 10 F" (1 F = 1 fermi = 10−15 m, aproximadamente o raio de um próton ou nêutron). Considerando-se o sistema com os nucleôns "infinitamente" separados como referência para a medida da energia potencial nuclear (zero neste caso), isto traduz-se em uma energia potencial negativa muito elevada para o núcleo formado. A energia potencial nuclear negativa confina os prótons e nêutrons no interior do núcleo mesmo sob a intensa repulsão elétrica experimentada pelos prótons devido à sua proximidade pois, neste âmbito, a energia potencial nuclear é, em módulo, muito superior à energia potencial elétrica - positiva - associada aos nucleôns carregados. A energia potencial elétrica liberada caso um próton venha a escapar do núcleo sob a ação da força elétrica não é capaz de compensar o aumento na energia potencial nuclear associado a esta fuga, isto em situações comuns, pelo menos. "Experiências recentes envolvendo espalhamento de prótons por prótons mostra que o alcance das forças nucleares é da ordem de 2 F e que o valor de energia associada à força atrativa é aproximadamente 10 vezes maior do que a energia coulombiana quando os dois prótons se encontram separados por esta distância".
Variações nas energias potenciais nucleares ocorrem quando o núcleo participa de uma reação nuclear. As energias liberadas neste processo são ordens de grandeza maiores do que as liberadas a partir de variações nas energias químicas associadas à eletrosfera deste átomo quando este participa de uma reação química.

### Energia cinética

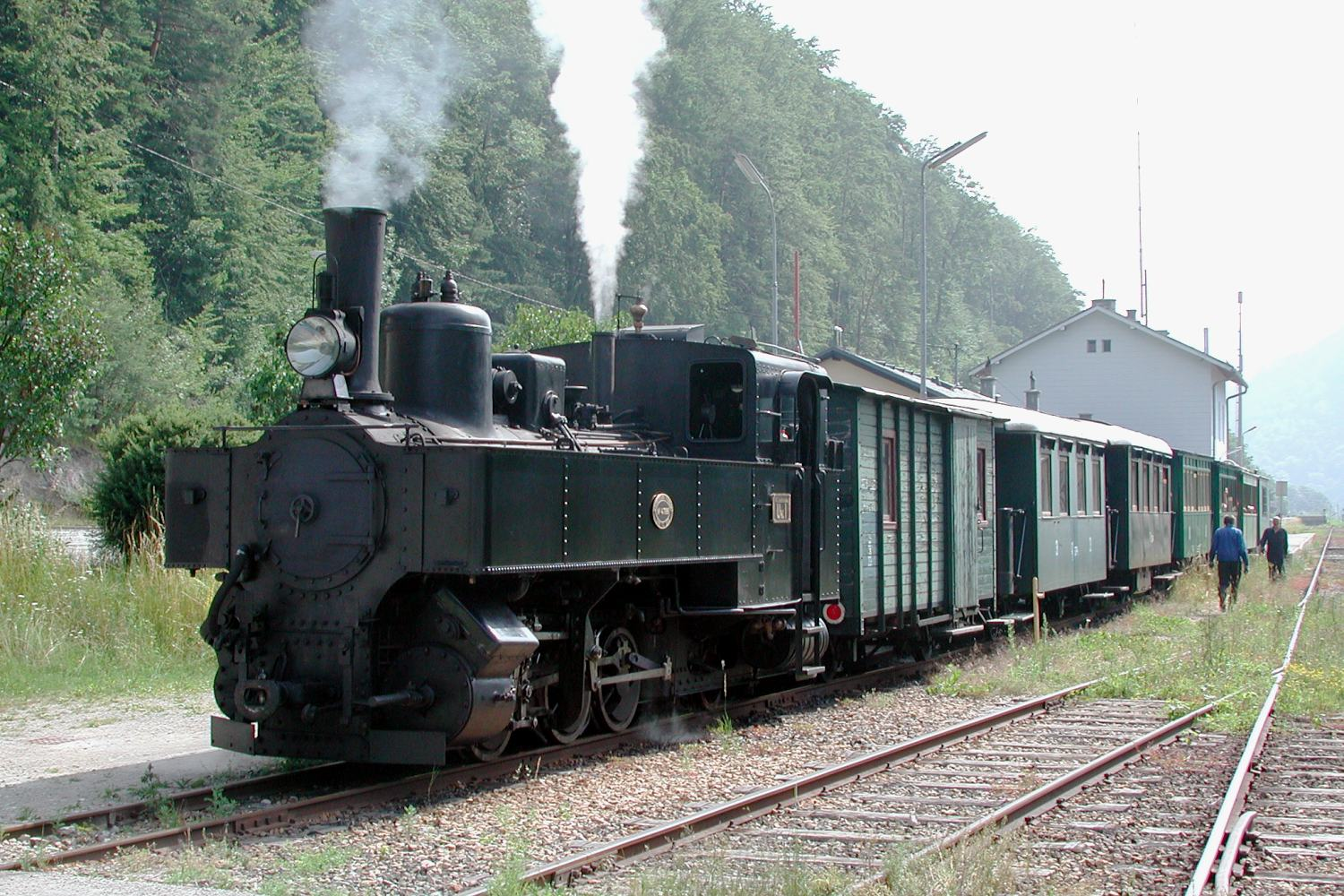
Uma velha locomotiva a vapor transforma energia química em energia térmica, e posteriormente energia térmica em energia cinética translacional (as rodas, além da translacional, também têm energia cinética rotacional). A combustão de madeira ou carvão na fornallha é uma reação química que libera calor à caldeira, obtendo-se assim vapor que dá energia à locomotiva.

É a energia que um corpo massivo em movimento possui devido à sua velocidade. Uma questão importante a levantar-se aqui é que a energia cinética é, em virtude da relatividade do movimento, fortemente dependente do referencial adotado para seu cálculo. Para um observador fixo ao solo, o motorista de um ônibus em movimento - assumido um movimento uniforme por simplicidade - está animado com uma velocidade {\displaystyle {\vec {v}}}, e por tal encontra-se dotado com uma energia cinética {\displaystyle E_{c}} não nula. Contudo, para um passageiro sentado no banco do mesmo ônibus, o mesmo motorista não encontra-se animado, e sendo sua velocidade relativa a este referencial nula, sua energia cinética também deve sê-lo. Para o passageiro no banco do ônibus é o observador no solo que encontra-se dotado com energia cinética, e não o motorista. Contudo, ao contrário do que a primeira impressão possa sugerir, não há, em vista do princípio da conservação da energia, necessária correspondência entre os valores destas energias, justamente por terem sido medidas em diferentes referenciais.
A conservação da energia sempre é observada em um mesmo referencial, qualquer que seja o referencial inercial escolhido, contudo seus valores absolutos são altamente dependentes do referencial escolhido, e a lei da conservação da energia não implica que estes valores sejam diretamente compatíveis com as mudanças de referencial que por ventura venham a se realizar durante a solução do problema em consideração.
A expressão para calcular-se a energia cinética mostra-se também dependente do escopo em consideração, sendo relativamente simples na mecânica clássica e um pouco mais complicada no âmbito da relatividade restrita ou teorias mais avançadas. Em mecânica clássica há a energia cinética translacional, associada à translação de uma partícula ou do centro de massa de um sistema, e a energia cinética rotacional, associada à rotação de um corpo rígido em torno de um eixo de rotação que passe por seu centro de massa. Contudo, antes de entrar-se diretamente em considerações quantitativas sobre estas, é valido falar-se um pouco sobre uma forma de energia cinética que não encontra-se diretamente associada à translação do centro de massa de um sistema ou rotação em torno deste centro, mas sim presa dentro de um sistema na forma de energia cinética associada à agitação térmica das partículas que o integram: a energia térmica.

#### Energia térmica
A energia térmica é, no fundo, energia cinética. A distinção entre "energia térmica" e "energia cinética" é necessária apenas em virtude de escala. Para sistemas encarados explicitamente a partir de cada uma das partículas que o compõem, partículas aqui em acepção de constituintes os mais básicos da matéria, só há energia cinética, a saber a translacional, explicitamente determinada para cada partícula. Nesta escala e apenas nesta escala "energia" é aceitavelmente definida como a capacidade de produzir trabalho. Entretanto, para sistemas (corpos) macroscópicos compostos por um gigantesco amontoado destas agora "invisíveis" partículas - os estudados pela termodinâmica - é conveniente e em verdade necessário distinguir entre a parcela de energia cinética total das partículas microscópicas não associada à translação do sistema - a chamada energia térmica (microscópica), esta não diretamente perceptível em escala macroscópica - e a parcela desta energia que encontra-se associada à translação ou mesmo rotação do sistema como um todo, ou seja, à translação do centro de massa do sistema ou rotação do sistema em torno deste, esta diretamente perceptível em escala macroscópica. Estas últimas são a energia cinética de translação e rotação conforme abaixo definidas para os corpos clássicos (ou para os "imaginados" como macroscópicos).
Em termodinâmica a transferência de energia cinética ou a sua conversão em energia potencial ou de potencial nesta implicam visivelmente em trabalho: qualquer variação de energia cinética (doravante sempre macroscópica) sempre implica trabalho; a transformação de energia potencial ou cinética (de energia mecânica) em térmica também é feita a princípio mediante trabalho (doravante sempre macroscópico), mas este trabalho, ao aumentar a energia térmica do sistema, implica sua "conversão" imediata em calor, sendo o calor uma resultante direta da transferência de energia térmica dentro do sistema ou mesmo entre este e outros sistemas vizinhos que ocorre em virtude da diferença de temperaturas estabelecida pelo acréscimo de energia térmica no dado ponto do sistema envolvido no trabalho em questão (em palavras mais simples, o atrito "aquece"). Calor, na prática, implica sempre em aumento da entropia, o que literalmente implica que parte da energia cinética inicial que fora transformada em energia térmica mediante este trabalho, uma vez integrado à energia interna do sistema, torna-se permanentemente indisponível à realização de qualquer outro trabalho, nunca mais "reaparecendo" em forma de energia cinética no mundo macroscópico. A parcela de energia térmica associada ao aumento da entropia é literalmente e definitivamente "perdida" para as "entranhas" do sistema. Mesmo em uma máquina térmica - especialmente projetada para fazer a transformação inversa, realizar trabalho às expensas de calor - esta parcela de energia não poderá mais ser convertida em energia cinética mensurável; mas ela ainda encontra-se lá, presa dentro do sistema (e "mensurável" em uma escala microscópica).
Nesta escala, onde valem as leis da termodinâmica, definir "energia" como a capacidade de realizar trabalho mostra-se "delicado" de ser feito, portanto.

#### Energia cinética translacional
Retomando-se aos casos associados ao centro de massa - quer macroscópicos que no caso de uma partícula - a energia cinética é calculada no âmbito da física clássica, para o caso translacional, por:
{\displaystyle E_{c}=m{\frac {{\vec {v}}.{\vec {v}}}{2}}},
onde:
{\displaystyle m}= massa do corpo.
{\displaystyle {\vec {v}}}= velocidade do centro de massa do corpo.
Resolvendo-se o produto escalar, em termos do módulo {\displaystyle v} da velocidade {\displaystyle {\vec {v}}}, esta expressão traduz-se por:
{\displaystyle E_{c}={\frac {1}{2}}mv^{2}} 
Isto significa que quanto mais rápido um dado objeto se move maior é a quantidade de energia cinética que o mesmo possui. Além disso, quanto mais massivo for o objeto, maior será a quantidade de energia cinética presente quando este estiver se movendo a uma dada velocidade.
Para uma partícula pontual, mesmo microscópica, se a velocidade {\displaystyle {\vec {v}}} em consideração for a velocidade desta em relação à origem do referencial adotado, o que geralmente o é, a expressão acima representa a energia cinética total que esta possui. Entretanto, para corpos extensos (com dimensões), além de transladar este pode girar, e a energia cinética conforme calculada acima constitui-se apenas em uma parcela da sua energia cinética macroscópica total.
Para que algo se mova é necessário transformar qualquer outro tipo de energia em energia cinética. As máquinas mecânicas - automóveis, torno mecânico, bate-estacas ou quaisquer outras máquinas motorizadas - transformam algum tipo de energia, geralmente previamente armazenada na forma de alguma energia potencial, em energia cinética.
Para variar-se a energia cinética total de um objeto necessita-se realizar sobre o mesmo um trabalho. Isto traz à luz o teorema do trabalho - variação da energia cinética, que afirma a igualdade entre os valores do trabalho realizado e a variação da energia cinética apresentada pelo corpo.
Relembrando mais uma vez, vale ressaltar que a energia cinética, assim como a energia potencial, não é absoluta. A energia cinética de um corpo é dependente do referencial adotado para fazer-se a medida da velocidade deste corpo. Isto decorre diretamente da relatividade do movimento.
No âmbito de outras teorias para a dinâmica mais abrangentes, a energia cinética pode ser definida por uma expressão bem diferente da encontrada no escopo da mecânica clássica. A exemplo, a energia cinética de uma partícula com massa de repouso m0 que se move com uma velocidade v é definida, no âmbito da relatividade especial, por:
{\displaystyle E_{c}={\frac {m_{0}c^{2}}{\sqrt {(1-{\frac {v^{2}}{c^{2}}})}}}-m_{0}c^{2}}
Esta expressão se reduz à apresentada para o caso da mecânica clássica quando a velocidade v do objeto é muito inferior à velocidade da luz c, conforme esperado.
O autor é remetido ao estudo das respectivas teorias para maiores detalhes, se necessário.

#### Energia cinética rotacional

O Radiômetro de Crookes. Também conhecido como o moinho de luz ou motor solar, consiste de um bulbo de vidro hermeticamente fechado, contendo um vácuo parcial. Dentro há um conjunto de palhetas que são montadas sobre um eixo de forma a poderem girar livremente. A hélice gira quando expostas à luz, em um claro processo de conversão da energia radiante em energia cinética rotacional. A explicação detalhada para o processo que leva à rotação tem sido a causa de muito debate científico, entretanto.

A chamada energia rotacional é simplesmente a energia cinética associada a um corpo material extenso (ou não) que executa um movimento de rotação em torno de um eixo de referência que pode ou não atravessá-lo, sem que este entretanto translade (o eixo é fixo no referencial adotado, e passa pois pelo centro de massa do corpo). É determinada a partir da soma - da integral - da energia cinética que cada pedacinho de massa em que se pode dividi-lo tem devido à rotação, sendo esta integral feita ao longo de todo o corpo. Repare que um pedacinho do corpo, quando próximo ao eixo de rotação, tem energia cinética menor pois move-se também com velocidade tangencial menor se comparado a um pedacinho similar que encontre-se situado longe do eixo de rotação. Em termos de mecânica rotacional, esta integral, ao ser realiza, resulta em:
{\displaystyle E_{c.rot}={\frac {1}{2}}I\omega ^{2}} 
onde I representa o momento de inércia deste corpo em relação ao eixo em questão e {\displaystyle \omega } representa a velocidade angular do corpo em relação ao mesmo eixo.
Ao passo que para variar-se a energia cinética de translação necessitamos de uma força que realize um trabalho, para variar-se a energia de rotação esta força deve também prover um torque, e através dele também realizar trabalho.

#### Energia cinética total
A energia cinética total de um corpo rígido que além de rotacionar também translada, a exemplo uma esfera que rola sobre um plano inclinado sem escorregar, ou mesmo uma roda de bicicleta movendo-se em contato com o solo, é dada pela sua energia cinética de rotação em torno do eixo de rotação mais a energia cinética a ele associada devido à translação deste eixo:
{\displaystyle E_{c.total}={\frac {1}{2}}mv^{2}+{\frac {1}{2}}I\omega ^{2}} 
onde m representa a massa total do corpo, v a velocidade de translação do centro de massa do sistema, {\displaystyle \omega } a velocidade angular do sistema em torno do eixo de rotação - que passa pelo centro de massa do sistema - e  I o momento de inércia do corpo em torno do eixo em consideração.
O teorema do trabalho - variação da energia cinética aplica-se à energia total de um corpo.

#### Cargas elétricas em movimento
Quando cargas elétricas são colocadas em movimento de forma a estabelecer uma corrente elétrica, esta produz ao seu redor um campo magnético. Correntes constantes mantém o campo constante, e há uma energia associada a este campo, podendo esta ser chamada de energia magnética. A energia magnética não pode ser descrita através de uma "energia potencial magnética" conforme ocorre para o caso da energia elétrica porque o campo magnético não é um campo conservativo. Mesmo o processo de variação da energia magnética envolve um processo elétrico - o princípio da indução eletromagnética -, não havendo mecanismos unicamente magnéticos capazes de descrevê-lo.
Conclui-se que uma partícula carregada em movimento possui uma quantidade de energia extra armazenada no campo magnético e não apenas a energia cinética associada à sua massa em movimento.
O leitor é remetido ao estudo da magnetostática e do eletromagnetismo para maiores detalhes.

### Energia mecânica

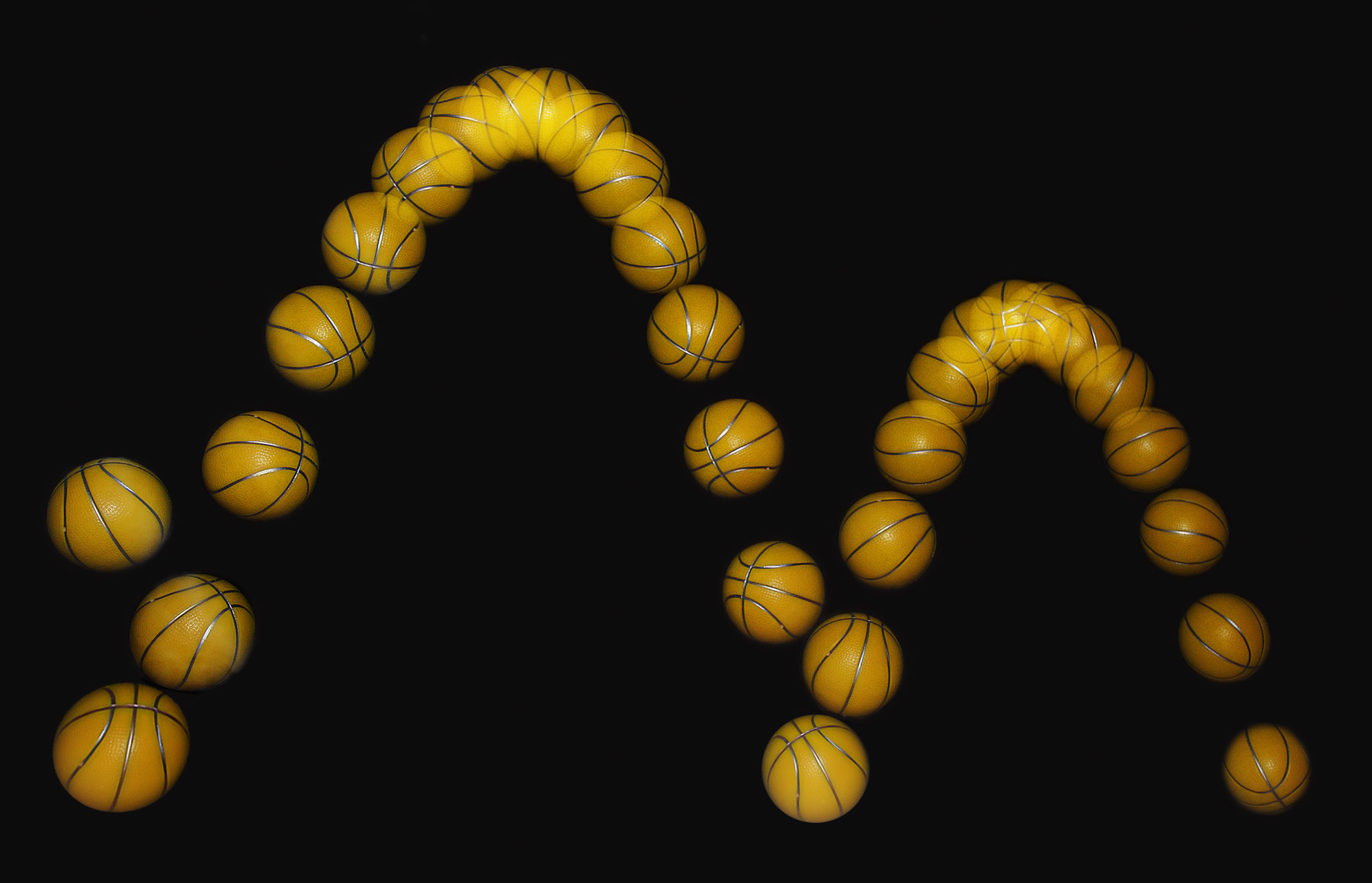
Com o atrito do ar sendo desprezível a energia mecânica da bola durante o voo - a soma de sua energia cinética com sua energia potencial gravitacional - se conserva. Durante a colisão com o solo, mesmo considerado que a energia potencial elástica associada à deformação da bola inclui-se como parcela na energia mecânica desta, há atrito e parte desta energia é dissipada na forma de energia térmica (e outras). Após cada colisão a energia mecânica da bola é menor.

No âmbito da mecânica clássica, a energia mecânica {\displaystyle E_{M}} de um sistema discreto de partículas ou corpos extensos é a soma de todas as energias potenciais associadas às interações conservativas entre os corpos ou partículas em consideração, e de todas as energias cinéticas destes corpos ou partículas, incluídas as energias cinéticas de rotação, se aplicável.
{\displaystyle E_{M}=\Sigma E_{pot.}+\Sigma E_{cin.}}
A energia mecânica é, em princípio, uma energia definida em escopo macroscópico - ou seja, para um sistema de corpos extensos - sendo o resultado da soma das energias cinéticas de translação dos centros de massa das partes do sistema, das energia cinéticas de rotação destas partes em torno dos respectivos centros de massa, e das energias potenciais devidas à interações conservativas - como a de origem gravitacional, elástica, ou elétrica - entre essas partes. Em sistemas macroscópicos, a energia térmica, a energia química e outras parcelas associadas às energias internas das partes não integram, pois, a energia mecânica do sistema.
Contudo, no âmbito da física estatística, ao se estudarem os sistemas termodinâmicos - a saber, a matéria - o conceito de energia mecânica, quando aplicado microscopicamente às partículas fundamentais que constituem um corpo material - suposto macroscopicamente estático no referencial adotado - leva diretamente ao conceito de energia interna de um sistema, correspondendo esta à soma de duas parcelas: a energia térmica - atrelada diretamente à soma das energias cinéticas das partículas em escala microscópica e à temperatura absoluta do sistema - e a energia química, parcela correspondente à soma da(s) energia(s) potencial(is) devidas às interações - neste caso sempre conservativas - entre as partículas do sistema, a destacar-se de longe nessa escala a interação elétrica entre elétrons e núcleos, entre átomos, entre moléculas, etc..
A energia mecânica "EM" que um único corpo possui é a soma da sua energia cinética "Ec" com a(s) energia(s) potencial(is) à(s) qual(is) se sujeita em virtude de campos externos.
Se o sistema for conservativo, ou seja, apenas forças conservativas atuam sobre ele, a energia mecânica total se conserva e é uma constante de movimento.
O atrito não é uma força conservativa. Sistema sujeitos a atrito têm sua energia mecânica afetada pelo mesmo.

### Massa
Com o desenvolvimento da física moderna verificou-se, a partir dos resultados oriundos tanto da física quântica quanto da física relativística, que massa e energia são intercambiáveis, podendo ser convertidas uma na outra mediante processos físicos hoje bem-estabelecidos. A equivalência entre energia e massa é expressa através da mundialmente conhecida equação E=mc2, proposta por Einstein ainda quando da publicação da relatividade especial.
A conversão de massa em energia encontra-se diretamente ligada à energia nuclear, pois em reações nucleares altamente exoenergéticas, como a fissão do urânio ou a fusão do hidrogênio, verifica-se que a soma das massas dos produtos formados é menor do que a soma das massas dos reagentes, sendo a diferença inteiramente convertida em energia e liberada no processo. Processo que envolvem a criação de pares, como o que dá origem a um pósitron e a um elétron a partir de energia pura (energia radiante), ou a aniquilação destes, com a liberação da energia associada, são muito comuns em física de partículas.
Fatos experimentais que explicitam a conversão de massa em energia e energia em massa como processos naturais trazem à tona um problema com duas leis de conservação encontradas no âmbito da mecânica clássica de formas completamente separadas: a lei da conservação de massas e a lei da conservação da energia (em sua forma clássica). Certamente a conversão entre massa em energia leva à violação de tais leis. Contudo ressalta-se que no mundo clássico, aquele acessível aos nossos sentidos, no qual nos preocupamos com as reações químicas mas não com as nucleares, a quantidade de massa que converte-se em energia ou vice-versa é imperceptível aos melhores equipamentos: no mundo clássico massa e energia se conservam de fora separada. Em física de altas energias, contudo, não há lei de conservação de massa. Há apenas lei da conservação da energia em sua forma abrangente, e a massa figura nesta lei mediante a famosa equação de Einstein, sendo tratada como uma forma de energia. A relação entre massa e energia encontra-se evidente na relatividade aos considerarmos a expressão: "A energia tem inércia". Decorre que ao aumentar-se a energia de um sistema, aumenta-se também a sua inércia ao responder a forças aplicadas, ou seja, a sua massa. Repare que não há a necessidade explícita de conversão de energia em massa de repouso, e dizer que a massa aumentou não significa necessariamente que matéria surgiu dentro do sistema. Há assim uma clara distinção entre massa e massa de repouso. A massa de repouso de uma partícula em velocidade próxima à da luz, digamos, a de um elétron, continua a mesma, mas ao se tentar aumentar a velocidade deste, digamos, em um cíclotron, verifica-se que este se comporta como se tivesse uma massa muito maior do que a sua massa de repouso. Quanto mais próximo este encontrar-se da velocidade da luz, maior será sua inércia, ou seja, sua massa, pois também maior é a sua energia cinética (aqui, necessariamente relativística), e o que é mais importante, maior será a quantidade de energia a ser acrescida para que este apresente uma mesma variação de velocidade. No limite em que este se move praticamente à velocidade da luz, sua massa é infinitamente grande, e uma quantidade de energia infinita teria que ser-lhe acrescida para fazê-lo finalmente chegar à velocidade da luz.

### Energia radiante

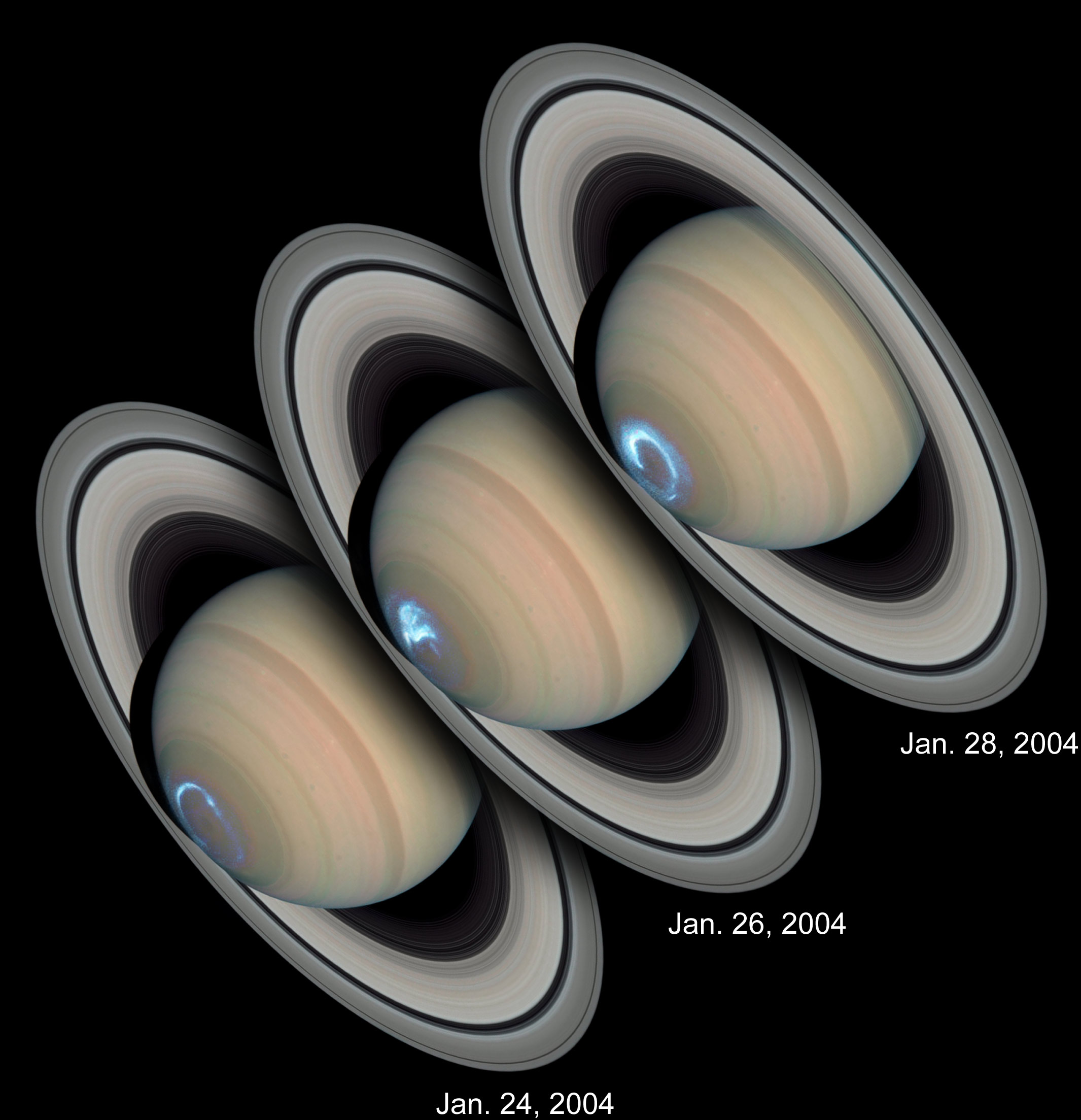
Auroras em Saturno. As auroras, fenômeno que acontece também na Terra, são resultado da conversão de energia cinética associada ao vento solar em energia radiante, grande parte dela na faixa do visível. Partículas carregadas presentes no vento solar são direcionadas aos pólos em virtude do campo magnético do planeta em um processo conhecido por garrafa de van allen. A colisão destas partículas com átomos e moléculas dos gasesatmosféricos resulta na emissão de luzes que iluminam os céus junto aos pólos magnéticos.

Trata-se de energia pura propagando-se pelo espaço em forma de ondas associadas a um campo. É, em vista do paradigma moderno, a energia diretamente associada à radiação eletromagnética: à luz, às ondas de rádio, aos raios infravermelhos, aos raios X, e outras.
A energia radiante atravessa perfeitamente o vácuo: a quase totalidade de energia que recebemos do sol chega até nós na forma de energia radiante distribuída em uma larga faixa de frequências, faixa esta que inclui a faixa do visível na região de maior densidade de energia, com as diversas cores (violeta, azul, verde, amarelo, laranja, vermelho) que conseguimos enxergar sendo particularmente intensas no espectro solar. Contudo o homem não se restringiu a usar apenas os olhos para vasculhar o cosmo; radiotelescópios observam o cosmos em comprimentos de onda que não podemos ver, indo desde as ondas de rádio até os raios X e mesmo raios cósmicos.
As ondas eletromagnéticas são uma combinação de campos magnético e elétricos ortogonais variáveis que sustentam-se mutuamente mediante da lei da indução de Faraday e a Lei de Ampère em sua forma generalizada por Maxwell, possuindo, uma vez produzidas, existências independentes das cargas aceleradas que a geraram. Ressalta-se que "cargas estáticas e cargas em movimento com velocidade (vetorial) constante não irradiam. Cargas aceleradas irradiam.".
Observe que, embora não irradiem ondas eletromagnéticas, cargas elétricas estáticas e cargas em movimento não acelerado possuem seus campos elétricos e no último caso também magnéticos associados, e nestes campos há energia armazenada. Contudo estes campos e estas energias estão "presos" à carga, e não propagando-se livremente pelo espaço, como ocorre com a energia nas ondas eletromagnéticas. Aos campos das cargas nestas condições associam-se a energia potencial elétrica e a "energia magnética" antes referida no subtópico "Cargas elétricas em movimento" dentro do "Energia cinética" deste artigo.
A energia transportada em uma onda eletromagnética é removida da carga acelerada mediante um fenômeno conhecido por reação à radiação (fórmula de Larmor). Ondas eletromagnéticas não transportam apenas energia; transportam também momento. O fluxo de energia em uma onda eletromagnética é descrito pelo vetor de Poynting {\displaystyle {\vec {S}}}, cuja direção é perpendicular ao plano estabelecido pelos vetores campo elétrico {\displaystyle {\vec {E}}} e campo magnético {\displaystyle {\vec {B}}}, sendo obtido por:
{\displaystyle {\vec {S}}={\frac {1}{\mu _{0}}}{\vec {E}}\times {\vec {B}}} 
onde {\displaystyle \mu _{0}} representa a permeabilidade magnética do vácuo e "X" representa o produto vetorial.

## Energia na física quântica
A física quântica prevê que a energia se manifesta em pequenos “pacotes” ou “quanta” de energia. Isto implica que a energia só pode adotar valores discretos (“quantizados”) e não qualquer valor em uma escala contínua como era previsto pela mecânica clássica. Para os fenômenos macroscópicos, essa característica da energia não apresenta diferenças significativas no comportamento dos sistemas, já que as quantidades de energia envolvidas são grandes (compostas por uma quantidade enorme de “quanta”) de modo que ela seja praticamente contínua. No caso do eletromagnetismo, os fótons são os “quanta” de luz e a energia que carregam é diretamente proporcional à frequência de oscilação deles de acordo com a Relação de Planck-Einstein: E = hv, onde h é a constante de Planck (hl) e v é a frequência.
Na mecânica quântica, teoria que descreve formalmente e matematicamente o funcionamento de partículas ou sistemas nos domínios de validade da física quântica, a energia total é definida em termos do hamiltoniano, o operador de energia, e sua evolução no tempo é dada pela equação de Schrödinger. Apesar dessas diferenças, na física quântica a energia possui as mesmas unidades de medida e obedece às mesmas leis de conservação e de transformação postuladas pela física clássica.

## Recursos energéticos

### Energia solar

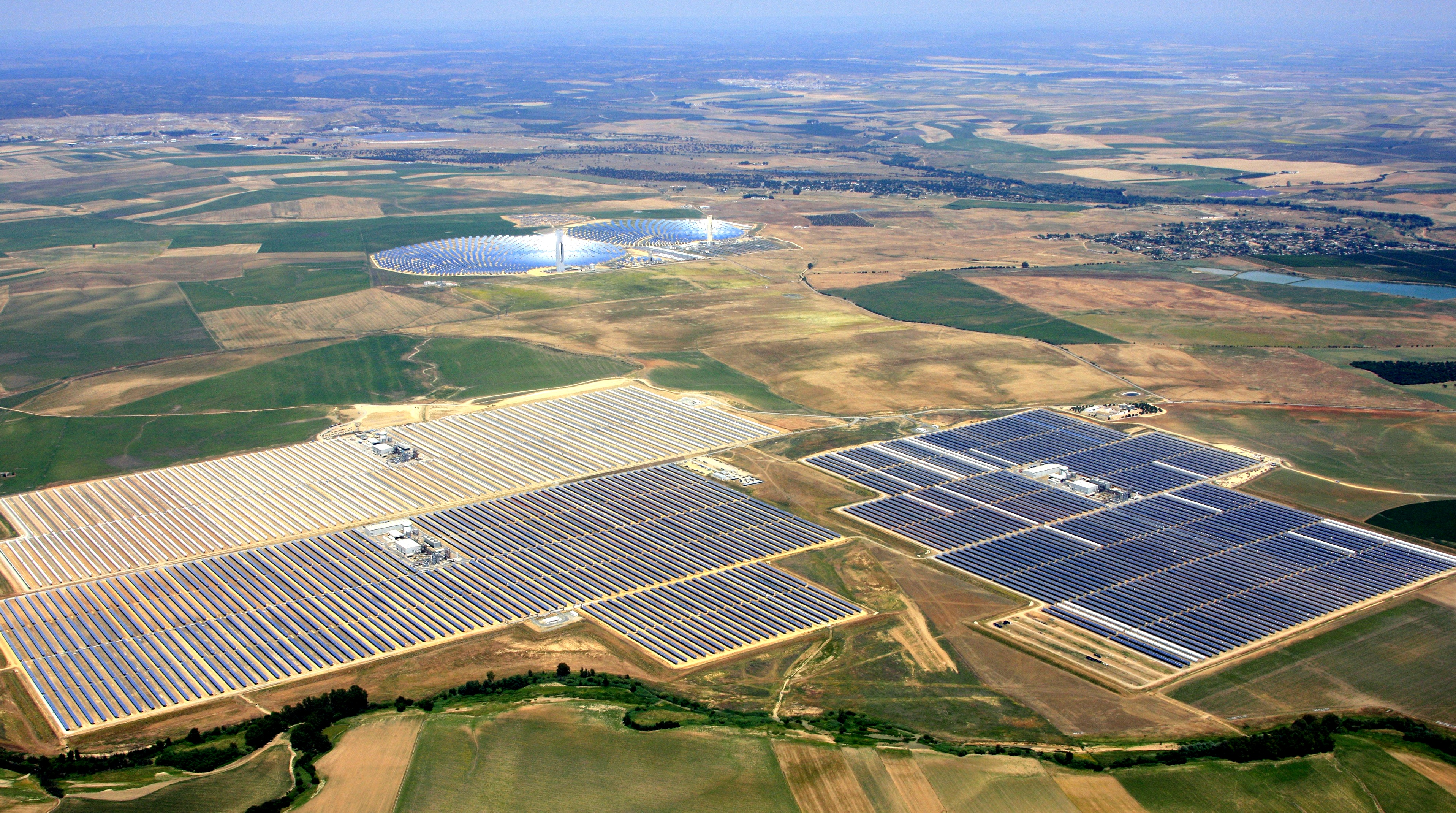
Uma termoelétrica solar. O imenso conjunto de espelhos direciona a energia radiante diretamente recebida do sol ao topo da torre. Lá esta converte-se em energia térmica, que posteriormente é utilizada para fazer os geradores elétricos funcionarem.

O termo energia solar refere-se à toda energia que tem origem no sol, sendo em quase sua totalidade representada pela energia radiante emitida por este corpo celeste. Uma pequena parcela desta energia encontra-se associada à energia cinética transportadas pelo vento solar.
O sol é a fonte primária de toda a energia que usamos na Terra excetuando-se a energia nuclear - com origem nos núcleos atômicos dos elementos químicos, formado em estrelas antecedentes ao sol e que no processo de sua morte, liberaram ao espaço sideral o material que hoje encontramos aqui na Terra - e talvez parte da energia geotérmica - a parcela com origem na energia potencial gravitacional liberada no processo de agregação de matéria que formou o planeta e que, convertida em energia térmica, incandesceu a Terra durante sua infância. Ademais, da energia hidrelétrica à energia térmica liberada pela combustão de combustíveis fósseis e mesmo à energia química presente em uma pilha, todas remontam à energia solar em algum momento. É o sol que provê a energia necessária à evaporação da água, que, levada através de nuvens às elevadas altitudes, precipita-se na cabeceira dos rios. É o sol que provê a energia necessária à fotossíntese, sendo a fonte primária de toda a energia química armazenada nos seres vivos em virtude da cadeia alimentar, e nos combustíveis fósseis, destes derivados.
O termo energia solar, em escopo moderno, pode referir-se ao processo de captação de energia via placas solares, onde a energia radiante é diretamente convertida em energia elétrica, e também ao processo de aquecimento de água via coletores solares, o que evita gastos com a compra de energia elétrica a fim de aquecer-se água para o uso humano.

### Energia elétrica
A chamada energia elétrica nada mais é do que a energia potencial elétrica associada a um sistema onde uma determinada carga elétrica encontra-se situada não em um condutor elétrico de referência - onde define-se a energia potencial desta como sendo nula - mas em um segundo condutor de eletricidade que geralmente acompanha o primeiro mas encontra-se deste isolado. Esta carga, ao passar do fio onde se encontra para o fio de referência libera a energia potencial a ela associada, sendo esta convertida em energia térmica (em um chuveiro, via efeito joule), energia radiante (em um forno microondas), energia cinética (em um motor), ou outra forma de energia qualquer no interior do componente que permitiu sua passagem de um fio a outro. Explica-se assim porque as tomadas de energia têm sempre no mínimo dois fios.
Análise detalhada deste sistema leva-nos diretamente ao conceito de energia potencial elétrica já previamente considerado neste artigo e a uma área de estudos específica dentro da física: a análise de circuitos, esta sempre presente mesmo nos piores cursos de eletrônica. O leitor é remetido aos tópicos específicos para maiores detalhes.

### Energia hidrelétrica

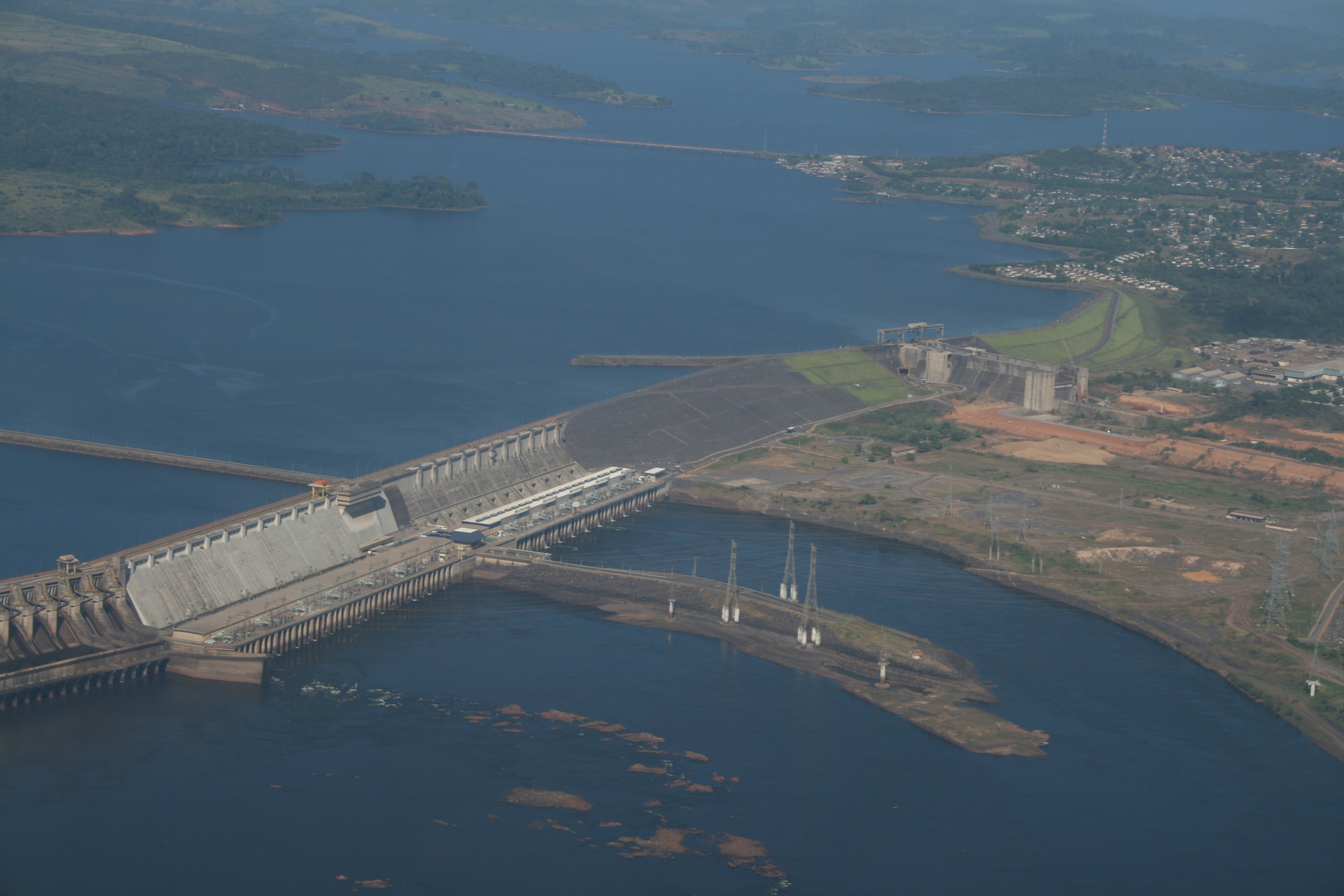
Hidrelétrica de Tucuruí. Observe o desnível dos espelhos d'água de um lado e do outro da barragem. Em uma hidrelétrica a energia potencial gravitacional da água é inicialmente convertida em energia cinética de translação da água, posteriormente em energia cinética de rotação da turbina, e posteriormente em energia potencial elétrica, já no gerador. Como a eficiência nestes processo de transformação nunca é 100%, apenas uma parcela da energia inicialmente armazenada na forma potencial gravitacional acaba convertida em potencial elétrica. Uma parcela acaba sempre transformada em energia térmica.

A energia hidrelétrica é a energia que vem do movimento das águas, usando o potencial hidráulico de um rio de níveis naturais,queda d'água naturais ou artificiais. Essa energia é a segunda maior fonte de eletricidade do mundo. Frequentemente constroem-se represas que reprimem o curso da água, fazendo com que ela se acumule em um reservatório denominado barragem. Toda a energia elétrica gerada dessa maneira é levada por cabos, dos terminais do gerador elétrico até os transformadores elétricos e então ao usuário final. A energia hidrelétrica apresenta certos problemas, como consequências socioambientais de alagamentos de grandes áreas, alteração do clima, fauna e flora locais, dentre outros. Entretanto ainda é, se comparado a outras, uma forma limpa de se gerar energia para o consumo humano.
Energia hidrelétrica no Brasil: devido à sua enorme quantidade de rios, a maior parte da energia elétrica disponível é proveniente de grandes usinas hidrelétricas. A energia primária de uma hidrelétrica é a energia potencial gravitacional da água contida numa represa elevada. Antes de se tornar energia elétrica, a energia primária deve ser convertida em energia cinética de translação da água e posteriormente em energia cinética de rotação no gerador elétrico. O dispositivo que realiza esta última transformação é a turbina. Ela consiste basicamente em uma roda dotada de pás, que é posta em rápida rotação ao receber o impulso da massa de água. O último elemento dessa cadeia de transformações é o gerador, que converte o movimento rotatório da turbina em energia potencial elétrica.

### Energia química

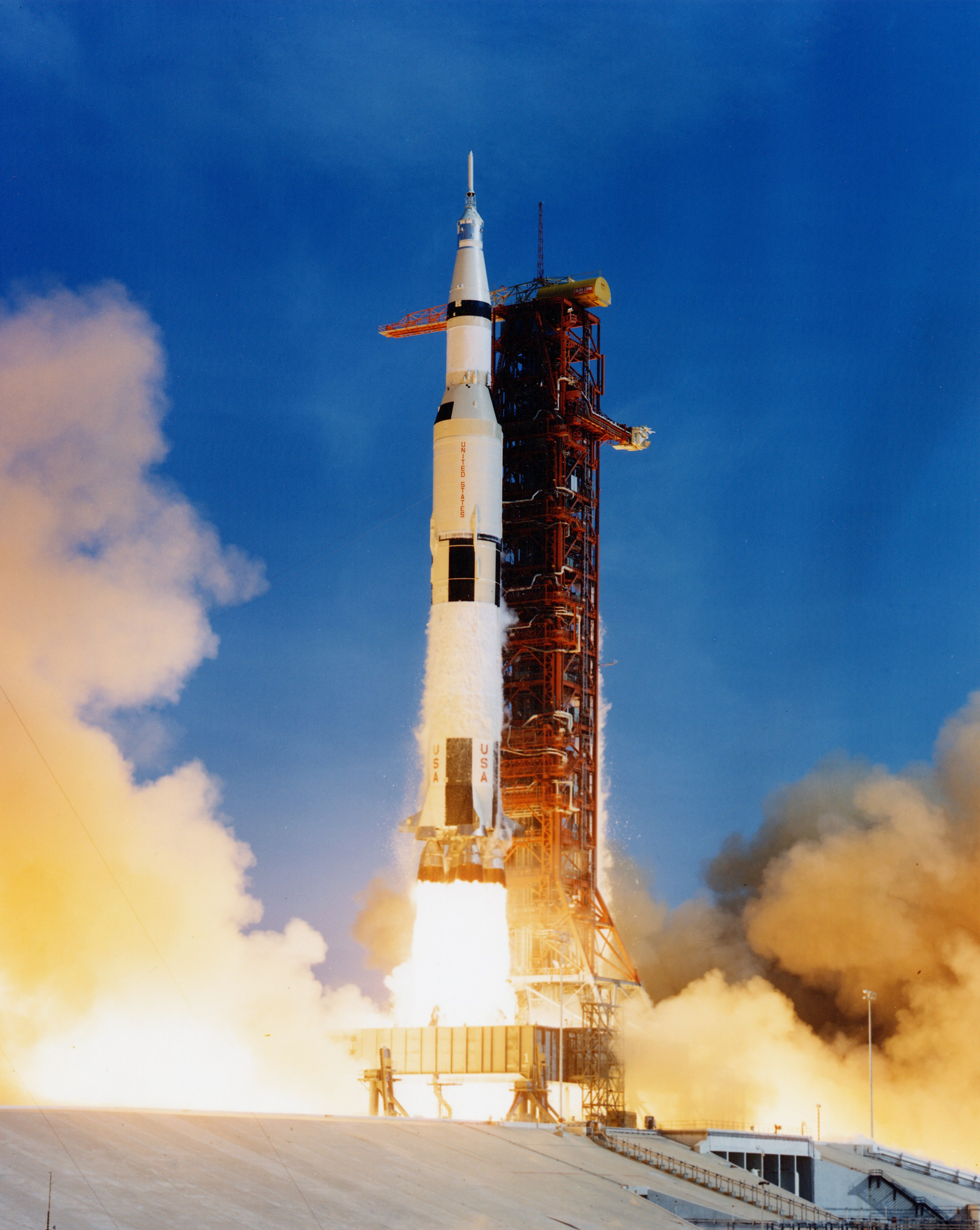
Um foguete espacial possui uma grande quantidade de energia química armazenada no combustível, pronta para ser utilizada enquanto este espera na rampa de lançamento. Quando o combustível é queimado, esta energia é transformada em energia térmica, e parte dela é novamente transformada em energia cinética associada aos gases expelidos e ao foguete. Os gases de escape produzidos, ao serem impelidos para baixo, impelem o foguete para cima.

É o nome da energia que está armazenada nas ligações covalentes, iônicas, metálicas, ou de forma similar em qualquer das ligações responsáveis pela estrutura da matéria conforme a concebemos hoje. Em essência é a energia potencial elétrica associada às posições relativas dos elétrons nos orbitais eletrônicos (dos elétrons - negativos) e dos núcleos atômicos (positivos) uns em relação aos outros, recebendo este nome em particular apenas para enfatizar a ordem de grandeza e as partículas constituintes do sistema em estudo, composto por átomos, moléculas e/ou íons em interação, que pode ser liberada ou armazenada mediante reações químicas.
Em uma reação química os núcleos alteram suas posições uns em relações aos outros, bem como os orbitais eletrônicos presentes nas eletrosferas atômicas também o fazem, sobretudo os orbitais associados à última camada eletrônica de cada átomo, na conhecida camada de valência. Este rearranjo pode levar a uma configuração espacial final com uma energia potencial maior do que na configuração inicial -no caso das reações endoenergéticas - ou a uma configuração espacial com menor energia potencial elétrica em relação à inicial, caso em que a diferença é geralmente convertida em energia térmica - o que aumenta a temperatura do sistema - e posteriormente liberada às vizinhanças do sistema, devido ao aumento de temperatura, na forma de calor.
Assim existem ligações as quais se associa grande quantidade de energia química e ligações as quais se associa uma quantidade bem menor de energia química. A água é um exemplo de molécula com ligações H-O, pobres em energia química se comparadas às ligações H-H e O=O. A reação entre H2 e O2 leva a uma reestruturação espacial na qual parte da energia química dos reagentes é liberada: a formação de vapor de água a partir dos gases reagentes é em verdade uma reação exoenergética explosiva.

#### Em biologia
De importância dentro da biologia destaca-se não só a água como a glicose, rica em ligações H-C e outras, que se comparadas à ligações C=O presente no CO2 e H-O presente na água, possuem maior energia química associada. Ao passo que a síntese da glicose a partir do CO2 e H2O é portanto uma reação endoenergética, sendo realizada no processo de fotossíntese nas plantas às expensas da energia radiante recebida do sol, a combustão da glicose, representada pelo processo inverso, constitui a principal fonte de energia dos seres vivos aeróbicos.
Os seres vivos aeróbicos utilizam a glicose como principal combustível (fonte de energia química); entretanto, esta molécula não pode ser utilizada diretamente, pois sua quebra direta libera de forma imediata muito mais energia que o necessário para o trabalho celular. Uma tora de madeira a arder em chamas é uma amostra desta capacidade de conversão de energia. Por isso a natureza selecionou mecanismos mais controlados, que incluem a transferência da energia química da glicose para moléculas tipo ATP (adenosina trifosfato) antes de seu uso final. Nos primeiros seres vivos a habitarem o planeta surgiu o primeiro destes mecanismos com tal objetivo: a fermentação. A fermentação anaeróbia, além do ATP, gera também etanol e dióxido de carbono (CO2). A presença de CO2 na atmosfera possibilitou o surgimento da fotossíntese. Este processo fez surgir o O2 (oxigênio) na atmosfera. Com o oxigênio, outros seres vivos puderam desenvolver um novo mecanismo de transferência de energia química da glicose para o ATP: a respiração aeróbica. Ao longa da história do planeta a mudança na atmosfera, ao tornar-se rica em O2, foi responsável por propiciar uma explosão na diversidade de seres a utilizarem a respiração aeróbica como mecanismo de obtenção de energia; este período da evolução ficou conhecido nos anais da biologia por explosão cambriana.
Nos organismo biológicos a energia química pode ser diretamente transformada em energia cinética (nos músculos) ou térmica, sendo esta de grande importância para os organismos homeotérmicos.

#### Eletroquímica
A energia química pode ser transformada diretamente em outras formas de energia que não é térmica, por exemplo em eletricidade (nas baterias ou nas células de hidrogênio em automóveis modernos). Há uma área da química especialmente destinada a este estudo, a eletroquímica.

#### Combustíveis
O petróleo e demais combustíveis fósseis como o carvão mineral têm relevância inegável na modernidade. Representam uma considerável parcela da matriz energética em nossa sociedade atual, e constituem motivo de preocupação, entre outros, por não serem renováveis. Há ainda o problema do aquecimento global, diretamente relacionado aos mesmos. A busca de combustíveis alternativos, como o etanol, evidencia a importância dos combustíveis em nossa sociedade, assim como a importância dos problemas associados à sua produção, distribuição e consumo.

### Energia eólica
A energia eólica tem sido aproveitada desde a antiguidade para mover os barcos impulsionados por velas ou para fazer funcionar a engrenagem de moinhos, ao mover as suas pás. Nos moinhos de vento a energia eólica era transformada em energia mecânica, utilizada na moagem de grãos ou para bombear água. Os moinhos foram usados para fabricação de farinhas e ainda para drenagem de canais, sobretudo nos Países Baixos.
Na atualidade utiliza-se a energia eólica para mover aerogeradores - grandes turbinas colocadas em lugares de muito vento. Essas turbinas têm a forma de um catavento ou um moinho. Esse movimento, através de um gerador, produz energia elétrica.
A energia eólica vem gradualmente ganhando importância em vista das preocupações modernas no que refere-se a fontes de energias limpas e renováveis.
O auto é remetido ao artigo principal para maiores detalhes.

### Energia nuclear

Planta de uma usina elétrica termonuclear em funcionamento. A reação nuclear que ocorre no núcleo do reator abastecido com alguns quilogramas de material reativo converte uma quantidade enorme de energia nuclear em energia térmica a cada segundo. Parte desta energia térmica é convertida em energia mecânica nas turbinas, e posteriormente em energia elétrica. Outra parcela é necessariamenteentregue a uma fonte fria, neste caso ao ambiente mediante a dissipação de vapor d'água aquecido expelido nas chaminés. Mesmo dissipando toda esta energia a cada segundo, um reator pode trabalhar por volta de 30 anos sem ser reabastecido.

Conforme visto, a energia potencial nuclear é a energia potencial associada à posição relativa dos nucleôns uns em relação aos outros em virtude da interação nuclear forte que os mantém unidos no núcleo.
A variação da energia potencial nuclear durante o processos de reação nuclear em um átomo é geralmente enorme se comparada às variações de energia química encontradas quando este mesmo átomo participa de reações químicas as mais exoenergéticas (da ordem de centenas a milhares de vezes maior). Os processos nucleares que liberam energia são assim extremamente exoenergéticos, e pequenas quantidades de material reativo podem liberar quantidades astronômicas de energia.
As reações nucleares exoenergéticas são geralmente a fissão de átomos com grandes núcleos (onde destacam-se como elemento natural os isótopos do urânio e como elemento já artificial os isótopos do plutônio) ou a fusão de átomos com núcleos pouco massivos (com destaque para os isótopos do hidrogênio). Até os dias de hoje, embora haja considerável pesquisa associada ao processo de fusão, apenas a energia liberada através dos processos de fissão é praticamente utilizável. A energia que liberam é transformada sobretudo em energia cinética presente nas radiações alfa ou beta, em energia radiante associada à radiações gama e em energia térmica que eleva de forma considerável a temperatura da amostra em reação, podendo facilmente vir a fundi-la em processos ainda longe do crítico (explosivo). Sob controle em um reator nuclear, esta energia térmica liberada pode ser convertida em energia elétrica mediante emprego da mesma tecnologia usada nas termoelétricas: muda-se apenas a fonte de energia primária, que passa a ser o reator nuclear ao invés da fornalha química). Sem controle, uma pequena quantidade de material reativo podem gerar uma explosão monumental, o que, levado a cabo, deu origem às ditas armas nucleares.
Em termos históricos, o domínio do processo de fusão é posterior ao domínio do processo de fissão atômica, pois precisa-se da energia liberada na fissão para iniciar-se o processo de fusão, pelo menos aqui na Terra. A energia que recebemos do sol tem sua origem no processo de fusão nuclear de átomos de hidrogênio, constantemente convertidos em hélio no núcleo desta estrela, sendo este processo também extremamente exoenergético se comparado a uma reação química convencional. Isto justifica em parte o maior poder destrutivo de uma bomba nuclear de hidrogênio (bomba H) tendo em vista a facilidade de obtenção de seus isótopos deutério e trítio se comparada à dificuldade de obtenção de U235 a exemplo. O processo de fissão nuclear do urânio, descoberta em 1939 pelos cientistas alemães Otto Hahn, Lise Meitner e Fritz Strassmann ao bombardearem átomos de urânio com nêutrons mediante a observação de que estes então se dividiam em dois fragmentos, na maioria dos casos em estrôncio e xenônio ou em criptônio e bário, com liberação de mais dois ou três nêutrons energéticos, não teria saído dos limites estritos do laboratório se não fosse pelo fato de que neste processo há também a liberação de uma grande quantidade de calor facilmente mensurável. Decorreram-se apenas cinco anos entre a descoberta da fissão nuclear do urânio e a explosão da arma nuclear Trinity, que antecedeu em dias apenas as explosões nucleares de Hiroshima e Nagasaki.

## Demais referências
1. ↑  Dicionário Houaiss: 'energia' (etimologia)
2. ↑  ROMIZI, Renato. Greco antico. Vocabolario Greco Italiano Etimologico e Ragionato. Bologna: Zanichelli, 2006. ISBN 88-08-08915-0
3. ↑  MENEGHETTI, Antonio. Dicionário de Ontopsicologia. 2 ed. rev. Recanto Maestro: Ontopsicologica Ed, 2008. Arquivado em 8 de março de  2016, no Wayback Machine. ISBN 978-85-88381-41-4
4. ↑  Olshewsky, Thomas (dezembro de 1997). «Energeia and Entelecheia: Their Conception, Development and Relation». American Philological Association, SAGP Meeting 1997. The Society for Ancient Greek Philosophy Newsletter (277)
5. ↑  Beere, Jonathan; Beere, Jonathan B. (29 de outubro de 2009). Doing and Being: An Interpretation of Aristotle's Metaphysics Theta (em inglês). [S.l.]: OUP Oxford. p. 159
6. ↑  Wolfsdorf, David (2013). Pleasure in Ancient Greek Philosophy (em inglês). [S.l.]: Cambridge University Press
7. ↑  Bradshaw, David (1996). Activity, Actuality, and Energy: Energeia in Aristotle and in Later Greek Philosophy (em inglês). Austin: University of Texas at Austin
8. 1 2  Jammer, Max. «Energie». In Ritter, Johann; Gründer, Karlfried; Gabriel, Gottfried. Historisches Wörterbuch der Philosophie online. Schwabe Online.
9. 1 2  Newton, David E. (2006). «Energy». In: Borchert, Donald M. Encyclopedia of Philosophy (em inglês). [S.l.]: Macmillan Reference USA
10. 1 2  Lindsay, Robert Bruce (1975). Energy: Historical Development of the Concept (em inglês). [S.l.]: Dowden, Hutchinson & Ross
11. ↑  Smith, Crosbie (1998). The Science of Energy - a Cultural History of Energy Physics in Victorian Britain. The University of Chicago Press. ISBN 0-226-76421-4.
12. ↑  Castelvecchi, Davide; Witze, Witze (11 de fevereiro de 2016). «Einstein's gravitational waves found at last». Nature News. ISSN 0028-0836. doi:10.1038/nature.2016.19361. Consultado em 21 de fevereiro de 2016
13. ↑  B. P. Abbott (2016). «Observation of Gravitational Waves from a Binary Black Hole Merger». Physical Review Letters. 116 (6). doi:10.1103/PhysRevLett.116.061102 Verifique o valor de |display-authors=et al. (LIGO Scientific Collaboration and Virgo Collaboration) (ajuda)
14. ↑  «Gravitational waves detected 100 years after Einstein's prediction | NSF - National Science Foundation». www.nsf.gov. Consultado em 11 de fevereiro de 2016
15. ↑  Overbye, Dennis (11 de fevereiro de 2016). «Physicists Detect Gravitational Waves, Proving Einstein Right». New York Times. Consultado em 11 de fevereiro de 2016